# Discographie des Rolling Stones
Cet article présente la discographie des Rolling Stones, groupe de rock formé en 1962. Depuis sa formation, le groupe a sorti vingt-quatre albums originaux. Le catalogue est scindé en deux depuis 1971 : le groupe possède seulement celui à partir de 1971, tandis que le reste allant de 1963 à 1970 appartient au label ABKCO fondé par l'homme d'affaires Allen Klein.
Comme pour la plupart des artistes de l'époque, la discographie des Rolling Stones dans les années 1960 est problématique. En effet, avant 1967, des albums différents sont parus d'une part au Royaume-Uni (et pour l'Europe) et d'autre part aux États-Unis. Ensuite, les toutes premières chansons du groupe furent éditées à une période où le format 33-tours n'était pas encore démocratisé, et beaucoup de faces B de 45-tours ne figurent toujours sur aucun album. En outre, leur discographie non officielle, les bootlegs, sont, tout au moins dans les vingt premières années de carrière, aussi voire beaucoup plus nombreux que leurs disques officiels, les Rolling Stones étant sur le podium des artistes les plus piratés de l'époque, aux côtés de Led Zeppelin, Pink Floyd ou Bob Dylan. De plus, il n'existe pas officiellement de compilation regroupant l'intégralité des chansons sorties en dehors des albums à l'exception Singles Collection: The London Years en 1989 regroupant les singles américains, mais ne complète pas totalement la discographie (principalement américaine). En 2002, ABKCO publie une version remastérisé de ce catalogue.
Depuis 1971, le groupe se constitue un nouveau catalogue où la plupart des chansons (dont les droits d'édition lui appartiennent encore) sont présents sur les albums originaux qui, publiés régulièrement jusqu'en 1989, voient le temps de sortie entre eux s'allonger progressivement, tandis que les albums en concert deviennent de plus en plus fréquents (deux albums entre 1971 et 1989, plusieurs par an environ depuis 2012). Ce catalogue est remastérisé en 2009.

## Albums

### Albums studio
Au début des années 1960, il est fréquent de produire des éditions différentes des albums selon le marché de destination, voire de produire des albums réservés à certains pays. Ce n'est qu'à partir de la sortie du Sgt. Pepper's Lonely Hearts Club Band des Beatles, en 1967 que cette pratique commence à décliner.
Entre 1964 et 1967, les discographies britanniques et américaines des Rolling Stones diffèrent grandement. Their Satanic Majesties Request, sorti fin 1967, sera le premier album dont l'édition est commune aux deux marchés. De plus, les albums avant Aftermath en 1966 ne sont disponibles qu'en version mono.
Les différences d'éditions s'expliquent par deux habitudes de production distinctes :
- Au Royaume-Uni, les groupes recourent au format EP afin de tester la réaction du public, avant d'éventuellement publier un album. Aux États-Unis, le format EP est très peu utilisé, ne sont publiés que des albums ou des singles. Cette pratique explique la sortie aux États-Unis de l'album 12 X 5 qui reprend les titres de l'EP 5 X 5 paru plus tôt au Royaume-Uni.
- Aux États-Unis, il est de coutume d'inclure les singles dans les albums. En Angleterre, les singles ne sont en général pas repris dans les albums, et laissent la place à des chansons plus confidentielles. Cette pratique explique les différences entre les listes de titres des versions britanniques et américaines des albums Out of Our Heads, Aftermath et Between the Buttons.

C'est à partir de 1967, avec l'album Their Satanic Majesties Request, que les discographies britannique et américaine sont identiques.
Les Rolling Stones quittent Decca en 1970 et fondent leur propre label, Rolling Stones Records (en), sous lequel sortent tous leurs albums studio entre Sticky Fingers et Steel Wheels. Ils signent chez Virgin Records en 1992.
Entre 1963 et 1970, tous les albums du groupe sont sortis chez London Records. En plus d'inclure les singles dans leurs albums, ils publient deux albums supplémentaires, l'un remplaçant l'EP anglais Five By Five et l'autre proposant une nouvelle série de chansons, dont certaines étaient parues sur la version anglaise de Out of Our Heads sortie trois mois après l'américaine où entretemps le groupe était retourné en studio, auxquels s'y ajoutent une compilation de chansons inédites dans leur discographie accompagnés des derniers succès (Flowers en 1967) et un album live (Got Live If You Want It! en 1966).
En 1971, après que les Rolling Stones ont quitté Decca pour fonder leur propre label, ils découvrent qu'ils ont perdu leur catalogue jusqu'en 1970 au profit de leur manager Allen Klein via sa société ABKCO. Par la suite le groupe continue de réaliser de albums studio régulièrement tous les 1, puis 2 et 3 ans progressivement jusqu'en 1989 avec l'album Steel Wheels qui est la réconciliation après des années de tensions internes depuis 1982. À partir de ce moment-là, le groupe enchaîne les longues tournées mondiales jusqu'à nos jours, et les intervalles entre les albums studios seront de plus en plus long, seuls quatre seront publiés : Voodoo Lounge (1994), Bridges to Babylon (1997), A Bigger Bang (2005), Blue and Lonesome (2016, album de reprises). En 2019 jusqu'à début 2020, le groupe a commencé à travailler sur le prochain album, mais la pandémie et les conditions sanitaires ont stoppé l'avancement car les membres étaient confinés de façon éloigné les uns des autres.
Le 6 septembre 2023, le groupe annonce la sortie d'un nouvel album studio le 20 octobre 2023, le premier depuis A Bigger Bang, composé par des nouvelles chansons écrites par le groupe .

#### Discographie nord-américaine
| Titre                                 | Détails                                                | Classements des ventes | Certifications |
| Titre                                 | Détails                                                | USA                    | Certifications |
| ------------------------------------- | ------------------------------------------------------ | ---------------------- | -------------- |
| England's Newest Hit Makers           | - Sortie 30 mai 1964 - Label : London                  | 11                     | : Or           |
| 12 X 5                                | - Sortie 17 octobre 1964 - Label : London              | 3                      | : Or           |
| The Rolling Stones, Now!              | - Sortie : * Sortie : 13 février 1965 - Label : London | 5                      | : Or           |
| Out of Our Heads                      | - Sortie : * Sortie : 30 juillet 1965 - Label : London | 1                      | : Platine      |
| December's Children (And Everybody's) | - Sortie : * Sortie : 4 décembre 1965 - Label : London | 4                      | : Or           |
| Aftermath                             | - Sortie : * Sortie : 20 juin 1966 - Label : London    | 2                      | : Platine      |
| Between the Buttons                   | - Sortie : * Sortie : 11 février 1967 - Label : London | 2                      | : Or           |

#### Discographie britannique et européenne
| Titre                    | Détails                                                                                        | Classements des ventes | Classements des ventes | Classements des ventes | Classements des ventes | Certifications |
| Titre                    | Détails                                                                                        | R-U                    | ALL                    | FRA                    | NOR                    | Certifications |
| ------------------------ | ---------------------------------------------------------------------------------------------- | ---------------------- | ---------------------- | ---------------------- | ---------------------- | -------------- |
| The Rolling Stones       | - Sortie : 16 avril 1964 - Label : Decca - Formats : LP, CD, K7, téléchargement                | 1                      | 2                      | 45                     | —                      |                |
| The Rolling Stones No. 2 | - Sortie : 15 janvier 1965 - Label : Decca - Formats : LP, CD, K7, téléchargement              | 1                      | 1                      | 45                     | —                      |                |
| Out of Our Heads         | - Sortie : * Sortie : 24 septembre 1965 - Label : Decca - Formats : LP, CD, K7, téléchargement | 2                      | 2                      | 7                      | —                      |                |
| Aftermath                | - Sortie : * Sortie : 15 avril 1966 - Label : Decca - Formats : LP, CD, K7, téléchargement     | 1                      | 1                      | 25                     | —                      | : Argent ·     |
| Between the Buttons      | - Sortie : * Sortie : 20 janvier 1967 - Label : Decca - Formats : LP, CD, K7, téléchargement   | 3                      | 2                      | 25                     | 2                      |                |

#### Discographie mondiale
- À partir de l'album Their Satanic Majesties Request sorti en 1967, les albums studios sont identiques des deux côtés de l'Atlantique.

| Titre                                                                          | Détails                                                                                                | Classements des ventes | Classements des ventes | Classements des ventes | Classements des ventes | Classements des ventes | Classements des ventes | Classements des ventes | Classements des ventes | Classements des ventes | Classements des ventes | Classements des ventes | Classements des ventes | Classements des ventes | Classements des ventes | Classements des ventes | Classements des ventes | Classements des ventes | Classements des ventes | Classements des ventes | Certifications                                                                                             |
| Titre                                                                          | Détails                                                                                                | R-U                    | ALL                    | AUS                    | AUT                    | BEL                    | BEL                    | CAN                    | DAN                    | ESP                    | FIN                    | FRA                    | ITA                    | NOR                    | N-Z                    | P-B                    | POR                    | SUÈ                    | SUI                    | USA                    | Certifications                                                                                             |
| Titre                                                                          | Détails                                                                                                | R-U                    | ALL                    | AUS                    | AUT                    | (V)                    | (W)                    | CAN                    | DAN                    | ESP                    | FIN                    | FRA                    | ITA                    | NOR                    | N-Z                    | P-B                    | POR                    | SUÈ                    | SUI                    | USA                    | Certifications                                                                                             |
| ------------------------------------------------------------------------------ | --- | ---------------------- | ---------------------- | ---------------------- | ---------------------- | ---------------------- | ---------------------- | ---------------------- | ---------------------- | ---------------------- | ---------------------- | ---------------------- | ---------------------- | ---------------------- | ---------------------- | ---------------------- | ---------------------- | ---------------------- | ---------------------- | ---------------------- | --- |
| Their Satanic Majesties Request                                                | - Sortie : 8 décembre 1967 - Label : Decca (UK) / London (USA) - Formats : LP, CD, K7, téléchargement  | 3                      | 4                      | —                      | —                      | 137                    | 189                    | —                      | —                      | —                      | —                      | 1                      | —                      | 2                      | —                      | 84                     | 46                     | —                      | —                      | 2                      | : Argent · : Or                                                                                            |
| Beggars Banquet                                                                | - Sortie : 6 décembre 1968 - Label : Decca (UK) / London (USA) - Formats : LP, CD, K7, téléchargement  | 3                      | 8                      | —                      | 44                     | —                      | 156                    | 3                      | —                      | —                      | —                      | 1                      | —                      | —                      | —                      | 138                    | —                      | —                      | 67                     | 5                      | : Or · : Or · : Platine                                                                                    |
| Let It Bleed                                                                   | - Sortie : 28 novembre 1969 - Label : Decca (UK) / London (USA) - Formats : LP, CD, K7, téléchargement | 1                      | 3                      | —                      | —                      | 112                    | 128                    | 4                      | —                      | —                      | —                      | 1                      | 7                      | —                      | —                      | 1                      | —                      | —                      | —                      | 3                      | : Platine · : Platine · : 2 × Platine                                                                      |
| Sticky Fingers                                                                 | - Sortie : 23 avril 1971 - Label : Rolling Stones Records - Formats : LP, CD, K7, téléchargement       | 1                      | 1                      | 1                      | 9                      | 10                     | 7                      | 1                      | —                      | —                      | —                      | 3                      | 5                      | —                      | 8                      | 1                      | —                      | —                      | 16                     | 1                      | : Platine · : Or · : Or · : Or · : 3 × Platine                                                             |
| Exile on Main St.                                                              | - Sortie : 12 mai 1972 - Label : Rolling Stones Records - Formats : 2 x LP, CD, K7, téléchargement     | 1                      | 2                      | 1                      | 7                      | 8                      | 9                      | 1                      | 5                      | 2                      | 25                     | 8                      | 4                      | 1                      | 4                      | 1                      | —                      | 1                      | 8                      | 1                      | : Platine · : Platine · : Or · : Or · : Platine                                                            |
| Goats Head Soup                                                                | - Sortie : 31 août 1973 - Label : Rolling Stones Records - Formats : LP, CD, K7, téléchargement        | 1                      | 2                      | 1                      | 1                      | 2                      | 8                      | 1                      | —                      | 8                      | 16                     | 1                      | 8                      | 1                      | —                      | 1                      | 7                      | 8                      | 3                      | 1                      | : Or · : Or · : 3 × Platine                                                                                |
| It's Only Rock 'n Roll                                                         | - Sortie : 14 octobre 1974 - Label : Rolling Stones Records - Formats : LP, CD, K7, téléchargement     | 2                      | 12                     | 7                      | 6                      | —                      | —                      | 5                      | —                      | —                      | —                      | 1                      | 4                      | 3                      | —                      | 5                      | —                      | —                      | —                      | 1                      | : Or · : Or · : Platine                                                                                    |
| Black and Blue                                                                 | - Sortie : 23 avril 1976 - Label : Rolling Stones Records - Formats : LP, CD, K7, téléchargement       | 2                      | 15                     | 4                      | 4                      | —                      | —                      | 2                      | —                      | —                      | —                      | 1                      | 11                     | —                      | 4                      | 1                      | —                      | —                      | —                      | 1                      | : Or · : Or · : Platine                                                                                    |
| Some Girls                                                                     | - Sortie : 9 juin 1978 - Label : Rolling Stones Records - Formats : LP, CD, K7, téléchargement         | 2                      | 6                      | 3                      | 4                      | 83                     | —                      | 1                      | —                      | —                      | —                      | 2                      | 6                      | —                      | 1                      | 3                      | —                      | —                      | 48                     | 1                      | : Or · : Or · : Platine · : Platine · : 6 × Platine                                                        |
| Emotional Rescue                                                               | - Sortie : 20 juin 1980 - Label : Rolling Stones Records - Formats : LP, CD, K7, téléchargement        | 1                      | 2                      | 4                      | 2                      | —                      | —                      | 1                      | —                      | —                      | —                      | 1                      | 5                      | —                      | 2                      | 1                      | —                      | —                      | —                      | 1                      | : Or · : Or · : Platine · : Or · : 2 × Platine                                                             |
| Tattoo You                                                                     | - Sortie : 24 août 1981 - Label : Rolling Stones Records - Formats : LP, CD, K7, téléchargement        | 2                      | 3                      | 1                      | 2                      | 10                     | 15                     | 1                      | —                      | —                      | —                      | 1                      | 3                      | —                      | 1                      | 1                      | —                      | —                      | 8                      | 1                      | : Or · : Or · : Or · : Or · : 4 × Platine                                                                  |
| Undercover                                                                     | - Sortie : 7 novembre 1983 - Label : Rolling Stones Records - Formats : LP, CD, K7, téléchargement     | 3                      | 2                      | 3                      | 8                      | —                      | —                      | 2                      | —                      | —                      | —                      | 11                     | 10                     | —                      | 2                      | 1                      | —                      | —                      | 5                      | 4                      | : Or · : Platine · : Platine                                                                               |
| Dirty Work                                                                     | - Sortie : 24 mars 1986 - Label : Rolling Stones Records - Formats : LP, CD, K7, téléchargement        | 4                      | 2                      | 2                      | 4                      | —                      | —                      | 2                      | —                      | —                      | —                      | 9                      | 3                      | —                      | 3                      | 1                      | —                      | —                      | 1                      | 4                      | : Or · : Or · : Platine · : Or · : Platine · : Or · : Platine                                              |
| Steel Wheels                                                                   | - Sortie : 25 août 1989 - Label : Rolling Stones Records - Formats : LP, CD, K7, téléchargement        | 2                      | 2                      | 7                      | 1                      | —                      | —                      | 1                      | —                      | —                      | —                      | 6                      | 5                      | —                      | 3                      | 2                      | —                      | —                      | 2                      | 3                      | : Or · : Or · : Or · : 3 × Platine · : Or · : 2 × Or · : Or · : Or · : 2 × Platine                         |
| Voodoo Lounge                                                                  | - Sortie : 11 juillet 1994 - Label : Virgin Records - Formats : LP, CD, K7, téléchargement             | 1                      | 1                      | 1                      | 1                      | 13                     | 26                     | 1                      | —                      | —                      | —                      | 2                      | 4                      | —                      | 1                      | 1                      | —                      | —                      | 1                      | 2                      | : Or · : Platine · : Or · : Or · : Or · : 3 × Platine · : 2 × Or · : Or · : Platine · : Or · : 2 × Platine |
| Bridges to Babylon                                                             | - Sortie : 29 septembre 1997 - Label : Virgin - Formats : LP, CD, K7, téléchargement                   | 6                      | 1                      | 19                     | 1                      | 2                      | 5                      | 2                      | —                      | —                      | —                      | 2                      | 7                      | —                      | 10                     | 2                      | —                      | —                      | 3                      | 3                      | : Or · : Platine · : Platine · : Or · : Platine · : 2 × Or · : Platine · : Platine · : Platine             |
| A Bigger Bang                                                                  | - Sortie : 6 septembre 2005 - Label : Virgin Records - Formats : LP, CD, K7, téléchargement            | 2                      | 1                      | 4                      | 1                      | 3                      | 4                      | 1                      | —                      | —                      | —                      | 3                      | 1                      | —                      | 2                      | 1                      | —                      | —                      | 1                      | 3                      | : Or · : Platine · : Or · : Or · : Or · : Platine · : Or · : Platine                                       |
| Blue and Lonesome                                                              | - Sortie : 2 décembre 2016 - Label : Polydor Records - Formats : LP, CD, K7, téléchargement            | 1                      | 1                      | 1                      | 1                      | 1                      | 1                      | 2                      | 2                      | 4                      | 5                      | 2                      | 4                      | 1                      | 2                      | 1                      | 2                      | 1                      | 1                      | 4                      | : Platine · : 3 × Or · : Or · : Platine · : Platine · : Or · Or · : 2 × Platine · : Or · : Or · : Platine  |
| Hackney Diamonds                                                               | - Sortie : 20 octobre 2023 - Label : Polydor Records - Formats : LP, CD, téléchargement                | 1                      | 1                      | 1                      | 1                      | 1                      | 1                      | 8                      | 1                      | 2                      | 3                      | 1                      | 2                      | 1                      | 1                      | 1                      | 1                      | 1                      | 1                      | 3                      | : Or · : Platine · : Platine · : Platine · : Or · : Platine ·                                              |
| "—" indique que l'album n'entra pas dans les classements musicaux de ces pays. | |                        |                        |                        |                        |                        |                        |                        |                        |                        |                        |                        |                        |                        |                        |                        |                        |                        |                        |                        | |

### Albums parus dans d'autres pays

#### En Allemagne et en France
- Cet album sorti uniquement dans ces deux pays est une compilation des deux premiers Eps, The Rolling Stones et Five by Five plus quelques titres sortis en single et d'autres utilisés en face B de singles[70].

| Titre             | Détails                                                                  | Classements des ventes | Classements des ventes |
| Titre             | Détails                                                                  | ALL                    | FRA                    |
| ----------------- | ------------------------------------------------------------------------ | ---------------------- | ---------------------- |
| Around and Around | - Sortie : septembre 1964 - Label : Decca Records - Formats : LP, CD, K7 | 4                      | 80                     |

### Albums live
En 1966, en attendant la parution de l'album studio Between the Buttons, London Records publie l'album Got Live If You Want It! qui est no 6 au classement. En Angleterre, ce disque était déjà sorti un an plus tôt... en EP avec deux chansons en commun. Plus tard, en 1970, Decca publie un nouvel album live, Get Yer Ya-Ya's Out!, considéré comme l'un des meilleurs albums live de tous les temps, et le seul de nos jours à avoir atteint le sommet des charts, au Royaume-Uni. Dans les années 1970 et 1980, le groupe publie ainsi deux albums (Love You Live et Still Life) qui, bien qu'ils soient classés dans le top 10, voient la qualité baisser par rapport à celui de 1970.
À partir de 1990, alors que le groupe diminue sa production d'albums studio, il va en revanche publier plus régulièrement les albums live, un album par tournée au moins. Cela commence par Flashpoint, qui contient deux chansons studios inédits enregistrés pour ce disque, puis l'acoustique Stripped reprenant le principe des émissions MTV Unplugged, puis No Security proposant plus des chansons secondaires moins présents en live, puis la tournée quarantenaire du groupe en 2004 avec Live Licks, puis le témoignage de la tournée A Bigger Bang filmé par Martin Scorsese avec Shine a Light en 2008.
En 2011, le rythme de publication des albums live s'intensifient avec la création de la série From the Vault qui ressort des archives des enregistrements de concerts des précédentes tournées depuis 1969 destinés aux fans du groupe, parfois accompagné de vidéo. Entre-temps, d'autres albums provenant d'anciennes tournées sont publiées comme le Some Girls:Live in Texas 1978 en 2012 ou encore Voodoo Lounge Uncut en 2018, mais ne font pas partie de la série citée précédemment. En 2016, les Rolling Stones publient une nouvelle version de l'album Stripped intitulé Totally Stripped qui ne contient désormais que des chansons interprétées en concerts (alors que certaines étaient enregistrées en studio en version acoustique dans la version d'origine en 1995) et le concert de Cuba, Havana Moon, qui est disponible aussi en vidéo.
| Titre                                                                          | Détails                                                                                                  | Classements des ventes | Classements des ventes | Classements des ventes | Classements des ventes | Classements des ventes | Classements des ventes | Classements des ventes | Classements des ventes | Classements des ventes | Classements des ventes | Classements des ventes | Classements des ventes | Classements des ventes | Classements des ventes | Classements des ventes | Classements des ventes | Classements des ventes | Classements des ventes | Classements des ventes | Certifications                                                        |
| Titre                                                                          | Détails                                                                                                  | R-U                    | ALL                    | AUS                    | AUT                    | BEL                    | BEL                    | CAN                    | DAN                    | ESP                    | FIN                    | FRA                    | ITA                    | NOR                    | N-Z                    | P-B                    | POR                    | SUÈ                    | SUI                    | USA                    | Certifications                                                        |
| Titre                                                                          | Détails                                                                                                  | R-U                    | ALL                    | AUS                    | AUT                    | (V)                    | (W)                    | CAN                    | DAN                    | ESP                    | FIN                    | FRA                    | ITA                    | NOR                    | N-Z                    | P-B                    | POR                    | SUÈ                    | SUI                    | USA                    | Certifications                                                        |
| ------------------------------------------------------------------------------ | --- | ---------------------- | ---------------------- | ---------------------- | ---------------------- | ---------------------- | ---------------------- | ---------------------- | ---------------------- | ---------------------- | ---------------------- | ---------------------- | ---------------------- | ---------------------- | ---------------------- | ---------------------- | ---------------------- | ---------------------- | ---------------------- | ---------------------- | --------------------------------------------------------------------- |
| Got Live If You Want It!                                                       | - Sortie : 10 décembre 1966 - Label : London (USA), Decca Records(Europe) - Formats : LP, CD, K7         | —                      | 2                      | —                      | —                      | —                      | —                      | 5                      | —                      | —                      | —                      | 40                     | —                      | —                      | —                      | —                      | —                      | —                      | —                      | 6                      | : Or                                                                  |
| Get Yer Ya-Ya's Out!                                                           | - Sortie : 4 septembre 1970 - Label : Decca (UK) / \|London (USA) - Formats : LP, CD, K7, téléchargement | 1                      | 6                      | 2                      | —                      | 95                     | —                      | 3                      | —                      | —                      | —                      | 11                     | 6                      | 3                      | —                      | 2                      | —                      | —                      | —                      | 6                      | : Argent · : Or · : Platine                                           |
| Love You Live                                                                  | - Sortie : 23 septembre 1977 - Label : Rolling Stones Records - Formats : LP, CD, K7, téléchargement     | 3                      | 22                     | 10                     | —                      | —                      | —                      | 3                      | —                      | —                      | —                      | 1                      | 12                     | 10                     | 5                      | 2                      | —                      | 15                     | —                      | 5                      | : Or · : Or                                                           |
| Still Life                                                                     | - Sortie : 1er juin 1982 - Label : Rolling Stones Records - Formats : LP, CD, K7, téléchargement         | 4                      | 4                      | 10                     | 2                      | —                      | —                      | 1                      | —                      | —                      | —                      | 13                     | 16                     | 3                      | 6                      | 1                      | —                      | 1                      | —                      | 5                      | : Or · : Platine                                                      |
| Flashpoint                                                                     | - Sortie : 2 avril 1991 - Label : Rolling Stones Records - Formats : LP, CD, K7, téléchargement          | 6                      | 5                      | 12                     | 6                      | 42                     | —                      | 9                      | —                      | —                      | —                      | 4                      | 19                     | 11                     | 6                      | 5                      | —                      | 15                     | 7                      | 16                     | : Or · : Or · : Or · : Or · : 2 × Or · : Or · : Platine · : Or · : Or |
| Stripped                                                                       | - Sortie : 13 novembre 1995 - Label : Virgin Records - Formats : LP, CD, K7, téléchargement              | 9                      | 3                      | 7                      | 2                      | 6                      | 6                      | 1                      | —                      | —                      | —                      | 4                      | 7                      | 1                      | 23                     | 2                      | —                      | 1                      | 3                      | 9                      | : Or · : Or · : Or · : Or · : 2 × Or · : Or · : Or · : Platine        |
| No Security                                                                    | - Sortie : 2 novembre 1998 - Label : Virgin Records - Formats : LP, CD, K7, téléchargement               | 67                     | 5                      | —                      | 12                     | 36                     | —                      | 16                     | —                      | —                      | —                      | 7                      | —                      | 19                     | —                      | 15                     | —                      | 22                     | 29                     | 34                     | : Or                                                                  |
| Live Licks                                                                     | - Sortie : 1er novembre 2004 - Label : Virgin Records - Formats : LP, CD, K7, téléchargement             | 38                     | 9                      | —                      | 13                     | 47                     | 49                     | —                      | —                      | 43                     | —                      | 38                     | 34                     | 38                     | —                      | 19                     | 27                     | 16                     | 21                     | 50                     | : Or · : Or · : Or · : Or                                             |
| Shine a Light                                                                  | - Sortie : 1er avril 2008 - Label : Virgin Records - Formats : 2 x LP, 2 x CD, téléchargement            | 2                      | 7                      | 28                     | 13                     | 12                     | 42                     | 9                      | 7                      | 24                     | 30                     | 27                     | 10                     | 10                     | 18                     | 7                      | 9                      | 6                      | 16                     | 11                     | : Argent ·                                                            |
| Hyde Park Live                                                                 | - Sortie : 25 juillet 2013 - Label : Virgin Records - Formats : 2 x LP, 2 x CD, téléchargement           | 3                      | 2                      | 37                     | 23                     | 4                      | 12                     | 20                     | 9                      | —                      | —                      | 23                     | 13                     | 2                      | —                      | 1                      | —                      | 33                     | 24                     | 19                     | : Argent                                                              |
| Licked Live in NYC                                                             | - Sortie : 13 avril 2022 - Label : Mercury Records - Formats : 3 x LP, 2 x CD, téléchargement            | —                      | 7                      | —                      | 7                      | 13                     | 20                     | —                      | —                      | 47                     | —                      | 99                     | —                      | —                      | —                      | 8                      | —                      | —                      | 19                     | —                      |                                                                       |
| GRRR Live!                                                                     | - Sortie : 10 février 2023 - Label : Mercury Records - Formats : 3 x LP, 2 x CD, téléchargement          | 21                     | 3                      | —                      | 2                      | 3                      | 5                      | —                      | —                      | 13                     | —                      | 55                     | 81                     | —                      | —                      | 2                      | 7                      | —                      | 2                      | 193                    |                                                                       |
| "—" indique que l'album n'entra pas dans les classements musicaux de ces pays. | |                        |                        |                        |                        |                        |                        |                        |                        |                        |                        |                        |                        |                        |                        |                        |                        |                        |                        |                        |                                                                       |

### Archives Live
| Titre                                                                          | Détails | Classements des ventes | Classements des ventes | Classements des ventes | Classements des ventes | Classements des ventes | Classements des ventes | Classements des ventes | Classements des ventes | Classements des ventes | Classements des ventes | Classements des ventes | Classements des ventes | Classements des ventes | Classements des ventes | Classements des ventes | Classements des ventes |
| Titre                                                                          | Détails | R-U                    | ALL                    | AUS                    | AUT                    | BEL                    | BEL                    | CAN                    | ESP                    | FRA                    | ITA                    | NOR                    | P-B                    | POR                    | SUÈ                    | SUI                    | USA                    |
| Titre                                                                          | Détails | R-U                    | ALL                    | AUS                    | AUT                    | (V)                    | (W)                    | CAN                    | ESP                    | FRA                    | ITA                    | NOR                    | P-B                    | POR                    | SUÈ                    | SUI                    | USA                    |
| ------------------------------------------------------------------------------ | --- | ---------------------- | ---------------------- | ---------------------- | ---------------------- | ---------------------- | ---------------------- | ---------------------- | ---------------------- | ---------------------- | ---------------------- | ---------------------- | ---------------------- | ---------------------- | ---------------------- | ---------------------- | ---------------------- |
| The Rolling Stones Rock and Roll Circus                                        | - Sortie : 14 octobre 1996 - Enregistré: 11 & 12 décembre 1968 - Label : Decca Records - Formats : LP, CD, K7, téléchargement                                                     | —                      | 17                     | 46                     | 41                     | 48                     | 78                     | 54                     | 84                     | 98                     | —                      | 17                     | 25                     | —                      | 34                     | 59                     | —                      |
| Hampton Coliseum (Live 1981)                                                   | - Série : Rolling Stones from the Vault - Sortie : 31 octobre 2014 - Enregistré: 18 décembre 1981 - Label : RS Records, Eagle Vision - Formats : 3 x Lp, 2 X CD, téléchargement   | —                      | 19                     | —                      | —                      | —                      | —                      | —                      | —                      | —                      | —                      | —                      | —                      | —                      | —                      | —                      | 120                    |
| L.A. Forum (Live 1975)                                                         | - Série : Rolling Stones from the Vault - Sortie : 14 novembre 2014 - Enregistré: 11 juillet 1975 - Label : RS Records, Eagle Vision - Formats : 3 x Lp, 2 X CD, téléchargement   | —                      | 19                     | —                      | —                      | —                      | —                      | —                      | —                      | —                      | —                      | —                      | —                      | —                      | —                      | —                      | —                      |
| Live at the Tokyo Dome                                                         | - Série : Rolling Stones from the Vault - Sortie : 30 octobre 2015 - Enregistré: 26 février 1990 - Label : RS Records, Eagle Vision - Formats : 4 x Lp, 2 X CD, téléchargement    | —                      | 21                     | —                      | —                      | 104                    | 56                     | —                      | —                      | —                      | —                      | —                      | 25                     | —                      | —                      | 83                     | —                      |
| The Marquee Club (Live in 1971)                                                | - Série : Rolling Stones from the Vault - Sortie : 18 juin 2015 - Enregistré: 26 mars 1971 - Label : RS Records, Eagle Vision - Formats : Lp, CD, téléchargement                  | —                      | 17                     | —                      | —                      | 66                     | 78                     | —                      | —                      | —                      | —                      | 29                     | 23                     | —                      | —                      | 44                     | —                      |
| Live at Leeds                                                                  | - Série : Rolling Stones from the Vault - Sortie : 27 novembre 2015 - Enregistré: 25 juillet 1982 - Label : RS Records, Eagle Vision - Formats : 3 x Lp, 2 X CD, téléchargement   | —                      | 43                     | —                      | —                      | 66                     | 67                     | —                      | —                      | —                      | —                      | —                      | 29                     | —                      | —                      | 83                     | —                      |
| Some Girls: Live in Texas '78                                                  | - Sortie : 16 juin 2017 - Enregistré: 18 juillet 1978 - Label : Polydor Records - Formats : CD, téléchargement                                                                    | —                      | —                      | —                      | —                      | 175                    | —                      | —                      | —                      | 194                    | —                      | —                      | 61                     | —                      | —                      | —                      | —                      |
| Sticky Fingers Live at the Fonda Theatre 2015                                  | - Série : Rolling Stones from the Vault - Sortie : 27 novembre 2015 - Enregistré: 20 mai 2015 - Label : RS Records, Eagle Vision - Formats : 3 x Lp, 2 X CD, téléchargement       | —                      | 10                     | —                      | —                      | 35                     | 34                     | —                      | —                      | —                      | —                      | —                      | 17                     | —                      | —                      | 60                     | 92                     |
| Totally Stripped                                                               | - Sortie : 3 juin 2016 - Enregistré: 26 & 27 mai 1995, 3 & 19 juillet 1995 - Label : Virgin Records - Formats : 2 x Lp, 2 X CD, téléchargement                                    | —                      | 7                      | —                      | —                      | 12                     | 22                     | —                      | —                      | —                      | —                      | —                      | 2                      | —                      | —                      | 42                     | —                      |
| Havana Moon                                                                    | - Sortie : 10 novembre 2016 - Enregistré: 25 mars 2016 - Label : UMG - Formats : 3 x Lp, 2 X CD, téléchargement                                                                   | —                      | 4                      | —                      | —                      | 19                     | 29                     | —                      | —                      | —                      | 26                     | —                      | 12                     | —                      | —                      | 27                     | —                      |
| On Air                                                                         | - Sortie : 1er décembre 2017 - Enregistré: 1963 -1965 - Label : ABKCO Records - Formats : 2 x LP, 2 x CD, téléchargement                                                          | 27                     | 10                     | —                      | 19                     | 12                     | 23                     | 58                     | 23                     | 54                     | 22                     | 24                     | 8                      | 36                     | 22                     | 22                     | 47                     |
| No Security. San José '99                                                      | - Série : Rolling Stones from the Vault - Sortie : 13 juillet 2018 - Enregistré: 19 avril 1999 - Label : RS Records, Eagle Vision, UMG - Formats : 3 x Lp, 2 X CD, téléchargement | —                      | 6                      | —                      | 47                     | 33                     | 13                     | —                      | 15                     | 178                    | —                      | —                      | 15                     | —                      | —                      | 17                     | —                      |
| Voodoo Lounge Uncut                                                            | - Sortie : 16 novembre 2018 - Enregistré: 25 novembre 1999 - Label : RS Records, Eagle Vision - Formats : 3 x Lp, 2 X CD, téléchargement                                          | —                      | —                      | —                      | —                      | 41                     | 56                     | —                      | —                      | 147                    | —                      | —                      | 27                     | —                      | —                      | —                      | —                      |
| Bridges to Bremen                                                              | - Sortie : 20 juin 2019 - Enregistré: 2 septembre 1998 - Label : RS Records, Eagle Vision, UMG - Formats : 3 x LP, 2 x CD, téléchargement                                         | —                      | 6                      | —                      | 37                     | 26                     | 33                     | —                      | —                      | 132                    | —                      | —                      | 21                     | —                      | —                      | 17                     | —                      |
| Bridges to Buenos Aires                                                        | - Sortie : 8 novembre 2019 - Enregistré: 5 avril 1998 - Label : RS Records, Eagle Vision, UMG - Formats : 3 x LP, 2 x CD, téléchargement                                          | —                      | 15                     | —                      | —                      | 41                     | 31                     | —                      | —                      | 141                    | —                      | —                      | 25                     | 29                     | —                      | 30                     | —                      |
| Steel Wheels Live                                                              | - Sortie : 25 septembre 2020 - Enregistré: 3 septembre 1989 & 6 juillet 1990 - Label : RS Records, Eagle Vision, UMG - Formats : 3 x LP, 2 x CD, téléchargement                   | —                      | 2                      | —                      | 12                     | 15                     | 13                     | —                      | 78                     | 132                    | 61                     | —                      | 9                      | 46                     | —                      | 8                      | 180                    |
| A Bigger Bang - Live on Copacabana Beach                                       | - Sortie : 9 juillet 2021 - Enregistré: 8 février 2006 - Label : RS Records, Eagle Vision, UMG - Formats : 3 x LP, 2 x CD, téléchargement                                         | —                      | 2                      | —                      | 10                     | 8                      | 10                     | —                      | 64                     | 80                     | 62                     | —                      | 6                      | 15                     | —                      | 7                      | —                      |
| El Mocambo 1977                                                                | - Sortie : 13 mai 2022 - Enregistré: 4 & 5 mars 1977 - Label : Polydor - Formats : 3 x LP, 2 x CD, téléchargement                                                                 | 24                     | 5                      | —                      | 5                      | 12                     | 13                     | 34                     | 17                     | 24                     | 50                     | —                      | 4                      | 41                     | 34                     | 5                      | 61                     |
| Live at the Wiltern                                                            | - Sortie : 8 mars 2024 - Enregistré: 4 novembre 2002 - Label : Mercury Records - Formats : 3 x LP, 2 x CD, téléchargement                                                         | 95                     | 4                      | —                      | 4                      | 8                      | 27                     | —                      | 55                     | 111                    | —                      | —                      | 4                      | —                      | —                      | 6                      | —                      |
| Welcome to Shepherd's Bush                                                     | - Sortie : 6 décembre 2024 - Enregistré: 8 juin 1999 - Label : Mercury Records - Formats : 2 x LP, 2 x CD, téléchargement                                                         | —                      | 6                      | —                      | 6                      | 53                     | 93                     | —                      | 96                     | 151                    | —                      | —                      | 11                     | —                      | —                      | 18                     | —                      |
| "—" indique que l'album n'entra pas dans les classements musicaux de ces pays. | |                        |                        |                        |                        |                        |                        |                        |                        |                        |                        |                        |                        |                        |                        |                        |                        |

### Compilations
| Titre                                                                          | Détails                                                                   | Classements des ventes | Classements des ventes | Classements des ventes | Classements des ventes | Classements des ventes | Classements des ventes | Classements des ventes | Classements des ventes | Classements des ventes | Classements des ventes | Classements des ventes | Classements des ventes | Classements des ventes | Classements des ventes | Classements des ventes | Classements des ventes | Classements des ventes | Classements des ventes | Certifications |
| Titre                                                                          | Détails                                                                   | R-U                    | ALL                    | AUS                    | AUT                    | BEL                    | BEL                    | CAN                    | ESP                    | FIN                    | FRA                    | ITA                    | NOR                    | N-Z                    | P-B                    | POR                    | SUÈ                    | SUI                    | USA                    | Certifications |
| Titre                                                                          | Détails                                                                   | R-U                    | ALL                    | AUS                    | AUT                    | (V)                    | (W)                    | CAN                    | ESP                    | FIN                    | FRA                    | ITA                    | NOR                    | N-Z                    | P-B                    | POR                    | SUÈ                    | SUI                    | USA                    | Certifications |
| ------------------------------------------------------------------------------ | ------------------------------------------------------------------------- | ---------------------- | ---------------------- | ---------------------- | ---------------------- | ---------------------- | ---------------------- | ---------------------- | ---------------------- | ---------------------- | ---------------------- | ---------------------- | ---------------------- | ---------------------- | ---------------------- | ---------------------- | ---------------------- | ---------------------- | ---------------------- | --- |
| Big Hits (High Tide and Green Grass)                                           | - Sortie 28 mars 1966 / 4 novembre 1966 - Label: London (US) / Decca (UK) | 4                      | —                      | —                      | —                      | —                      | —                      | —                      | —                      | —                      | 35                     | —                      | 5                      | —                      | —                      | —                      | 49                     | —                      | 3                      | : Argent · : Or · : 2 × Platine |
| Flowers                                                                        | - Sortie 26 juin 1967 - Label : London (US) / Decca (UK)                  | —                      | 7                      | —                      | —                      | —                      | —                      | 5                      | —                      | —                      | 25                     | —                      | 3                      | —                      | —                      | —                      | —                      | —                      | 3                      | : Or |
| Through the Past, Darkly (Big Hits Vol. 2)                                     | - Sortie 12 septembre 1969 - Label : London (US) / Decca (UK)             | 2                      | 13                     | —                      | —                      | —                      | —                      | —                      | —                      | —                      | 4                      | 6                      | 10                     | —                      | 5                      | —                      | —                      | —                      | 2                      | : Or · : Platine |
| Stone Age                                                                      | - Sortie 6 mars 1971 - Label : Decca / ABKCO                              | 4                      | 30                     | —                      | —                      | —                      | —                      | 56                     | —                      | —                      | —                      | 20                     | 15                     | —                      | 19                     | —                      | —                      | —                      | —                      | |
| Gimme Shelter                                                                  | - Sortie 10 septembre 1971 - Label : Decca                                | 19                     | —                      | —                      | —                      | —                      | —                      | —                      | —                      | —                      | —                      | —                      | —                      | —                      | —                      | —                      | —                      | —                      | —                      | |
| Hot Rocks 1964-1971                                                            | - Sortie 20 décembre 1971 / 21 mai 1990 - Label : ABKCO                   | 3                      | —                      | 10                     | —                      | 176                    | —                      | 40                     | —                      | —                      | 14                     | —                      | —                      | 2                      | 9                      | —                      | —                      | —                      | 4                      | : 2 × Platine · : Platine · : 2 × Platine · : 12 × Platine                                                                                               |
| Milestone                                                                      | - Sortie 18 février 1972 - Label : Decca / ABKCO                          | 14                     | —                      | —                      | —                      | —                      | —                      | —                      | —                      | —                      | —                      | —                      | 20                     | —                      | —                      | —                      | —                      | —                      | —                      | |
| Rock'n'Rolling Stones                                                          | - Sortie 13 octobre 1972 - Label : Decca                                  | 41                     | —                      | —                      | —                      | —                      | —                      | —                      | —                      | —                      | —                      | —                      | —                      | —                      | —                      | —                      | —                      | —                      | —                      | |
| More Hot Rocks (Big Hits and Fazed Cookies)                                    | - Sortie 11 décembre 1971 - Label : ABKCO                                 | —                      | —                      | —                      | —                      | —                      | —                      | 3                      | —                      | —                      | —                      | —                      | —                      | —                      | —                      | —                      | —                      | —                      | 9                      | : Or · : Or |
| Made in the Shade                                                              | - Sortie 6 juin 1975 - Label : Rolling Stones Records                     | 14                     | —                      | —                      | —                      | —                      | —                      | 43                     | —                      | —                      | 36                     | 20                     | —                      | 31                     | —                      | —                      | —                      | —                      | 6                      | : Platine |
| Metamorphosis                                                                  | - Sortie 6 juin 1975 - Label : ABKCO                                      | 45                     | —                      | —                      | 8                      | —                      | —                      | 38                     | —                      | —                      | 10                     | —                      | —                      | —                      | —                      | —                      | —                      | —                      | 8                      | |
| Rolled Gold                                                                    | - Sortie 15 novembre 1975 - Label : Decca                                 | 7                      | —                      | 13                     | —                      | —                      | —                      | —                      | —                      | —                      | —                      | 98                     | —                      | 10                     | —                      | —                      | 27                     | —                      | —                      | : Or · |
| Sucking in the Seventies                                                       | - Sortie 14 avril 1981 - Label : Rolling Stones Records                   | —                      | 64                     | —                      | 20                     | —                      | —                      | —                      | —                      | —                      | —                      | —                      | 34                     | 3                      | 35                     | —                      | —                      | —                      | 15                     | : Or · : Or |
| Rewind (1971-1984)                                                             | - Sortie 2 juillet 1984 - Label : Rolling Stones Records                  | 23                     | 31                     | —                      | —                      | —                      | —                      | 78                     | —                      | —                      | —                      | 16                     | —                      | 11                     | 2                      | —                      | —                      | —                      | 86                     | : Or · : Or |
| Singles Collection: The London Years                                           | - Sortie 15 août 1989 - Label : ABKCO                                     | —                      | 28                     | —                      | —                      | 9                      | 14                     | —                      | —                      | —                      | 39                     | —                      | 28                     | —                      | 8                      | —                      | 10                     | —                      | 91                     | : Or · : Or · : Platine |
| Jump Back: The Best of The Rolling Stones                                      | - Sortie 22 novembre 1993 / 24 août 2004 - Label: Virgin Records          | 16                     | 19                     | 9                      | 14                     | 18                     | 25                     | 66                     | 81                     | —                      | 6                      | 36                     | 15                     | 4                      | 10                     | —                      | 10                     | 18                     | 30                     | : 2 × Platine · : Or · : 2 × Platine · : Or · : Platine · : Platine · : Platine · : Platine · : Platine                                                  |
| Forty Licks                                                                    | - Sortie 30 septembre 2002 - Label : Virgin / ABKCO                       | 2                      | 2                      | 3                      | 3                      | 1                      | 1                      | 2                      | —                      | 8                      | 1                      | 1                      | 2                      | 1                      | 2                      | 13                     | 2                      | 2                      | 2                      | : 3 × Platine · : Platine · : Platine · : Platine · : Platine · : 5 × Platine · : Or · : Platine · : 2 × Platine · : Platine · : Platine · : 4 × Platine |
| Rarities 1971 - 2003                                                           | - Sortie 21 novembre 2005 - Label : Virgin                                | —                      | 80                     | —                      | 69                     | —                      | —                      | —                      | —                      | —                      | 110                    | 63                     | —                      | —                      | 59                     | —                      | 56                     | —                      | 76                     | |
| Rolled Gold +                                                                  | - Sortie 12 novembre 2007 - Label : Decca                                 | 26                     | 86                     | —                      | —                      | —                      | —                      | —                      | —                      | —                      | —                      | 68                     | 30                     | —                      | 66                     | —                      | —                      | 48                     | —                      | |
| GRRR!                                                                          | - Sortie 12 novembre 2012 - Label : UMG / ABKCO                           | 3                      | 1                      | 7                      | 1                      | 4                      | 6                      | 18                     | 9                      | 29                     | 5                      | 6                      | 5                      | 7                      | 4                      | 8                      | 9                      | 6                      | 19                     | : Platine · : Or · : Platine · : Or · : Or · : Or · : Or                                                                                                 |
| Honk                                                                           | - Sortie 19 avril 2019 - Label : UMG / Promotone BV                       | 8                      | 6                      | 15                     | 5                      | 6                      | 13                     | 38                     | 8                      | —                      | 15                     | 47                     | —                      | —                      | 12                     | 9                      | —                      | 6                      | 23                     | : Or |
| "—" indique que l'album n'entra pas dans les classements musicaux de ces pays. |                                                                           |                        |                        |                        |                        |                        |                        |                        |                        |                        |                        |                        |                        |                        |                        |                        |                        |                        |                        | |

| Titre                                                                | Détails                                           | Classements            |
| -------------------------------------------------------------------- | ------------------------------------------------- | ---------------------- |
| The Rolling Stones - Bravo                                           | - Sortie : décembre 1966 - Label : Hörzu          | # 1                    |
| Die 30 Größten Hits (Publié sous le titre Get Stoned au Royaume-Uni) | - Sortie : novembre 1977 - Label : Arcade Records | # 8 # 21 # 17 # 18 # 4 |
| Heartbreakers                                                        | - Sortie : juillet 1982 - Label : Philips Records | # 4                    |
| Story of the Stones                                                  | - Sortie : décembre 1982 - Label : K-Tel - : Or   | # 24                   |
| Hot Rocks 2                                                          | - Sortie : décembre 1985 - Label : Decca          | # 36                   |
| Another Time, Another Place (The Very Best Of The Brian Jones Era)   | - Sortie : mars 2016 - Label : Coda Publishing    | # 18                   |

| Titre                                    | Détails                                                                             | Classements des ventes | Classements des ventes | Classements des ventes | Classements des ventes | Classements des ventes | Classements des ventes | Classements des ventes |
| Titre                                    | Détails                                                                             | ALL                    | AUT                    | (V) BEL                | (W) BEL                | FRA                    | P-B                    | SUI                    |
| ---------------------------------------- | ----------------------------------------------------------------------------------- | ---------------------- | ---------------------- | ---------------------- | ---------------------- | ---------------------- | ---------------------- | ---------------------- |
| Singles 1963-1965                        | - Sortie :26 avril 2004 - Label : ABKCO - Format: 9 CD + 3 Ep                       | —                      | —                      | —                      | —                      | —                      | —                      | —                      |
| Singles 1965-1967                        | - Sortie : 12 juillet 2004 - Label : ABKCO - Format: 11 CD                          | —                      | —                      | —                      | —                      | —                      | —                      | —                      |
| Singles 1968-1971                        | - Sortie : 28 février 2005 - Label : ABKCO - Format: 9 CD + 1 DVD                   | —                      | —                      | —                      | —                      | —                      | —                      | —                      |
| The Rolling Stones Box Set               | - Sortie : 17 mai 2010 - Label : Polydor - Format: 14 CD                            | —                      | —                      | —                      | —                      | —                      | —                      | —                      |
| The Rolling Stones 1964 - 1969           | - Sortie : 2010 - Label : ABKCO - Format: 11 Lp + 2 Ep (vinyles)                    | —                      | —                      | —                      | —                      | —                      | —                      | —                      |
| Singles 1971-2006                        | - Sortie : 26 avril 2011 - Label : Polydor / Rolling Stones Records - Format: 45 CD | 57                     | —                      | —                      | —                      | —                      | —                      | —                      |
| The Rolling Stones in Mono               | - Sortie : 30 septembre 2016 - Label : ABKCO - Format: 15 CD                        | 15                     | —                      | 171                    | 146                    | 136                    | 105                    | 33                     |
| Studio Albums Vinyl Collection 1971-2016 | - Sortie: 15 juin 2018 - Label : ABKCO - Format: 10 Lp + 5 double Lp                | 24                     | —                      | —                      | —                      | —                      | —                      | —                      |
| 7" Singles 1963-1966                     | - Sortie: 10 juin 2022 - Label : ABKCO - Format: 15 single 7" + 3 Ep 7" (Vinyles)   | 22                     | 69                     | —                      | —                      | —                      | —                      | —                      |

### Autres
- 7 janvier 1972 : Jamming with Edward! (album de Nicky Hopkins, Ry Cooder, Mick Jagger, Bill Wyman et Charlie Watts)
- 1989 : la chanson Fancy Man Blues est offerte à George Martin pour l'album caritatif After The Hurricane - Songs For Montserrat afin d'amasser des fonds pour l'île de Montserrat, dévastée par l'ouragan Hugo.
- 1995 : The Long Black Veil : de The Chieftains - Rocky Road to Dublin, chanson traditionnelle irlandaise avec les Rolling Stones et Darryl Jones à la basse qui jouent et chantent les chœurs, on y entend d'ailleurs un bref extrait de leur morceau fétiche (I Can't Get No) Satisfaction. Mick Jagger est aussi présent sur l'album au chant sur Long Black Veil.
- 2002 :The Wide World Over des Chieftains - Compilation sur laquelle on retrouve la chanson Rocky Road to Dublin avec les Rolling Stones.
- 2006 : The Essential Chieftains : Compilation qui reprend Rocky Road to Dublin avec les Rolling Stones.
- 9 novembre 2018 : Confessin' the Blues (compilation de chansons originales (standards de blues) ayant inspiré les Rolling Stones)

## EP
- Les trois maxis des Rolling Stones sont sortis au Royaume-Uni (Decca) et au Canada (London).

| Titre                    | Détails                                    | Classements |
| ------------------------ | ------------------------------------------ | ----------- |
| The Rolling Stones       | - Sortie : 17 janvier 1964 - Label : Decca | # 1         |
| Five by Five             | - Sortie : 14 août 1964 - Label : Decca    | # 1         |
| Got Live If You Want It! | - Sortie : 11 juin 1965 - Label : Decca    | # 1 # 9     |

## Singles

### Singles de 1963 à  1969

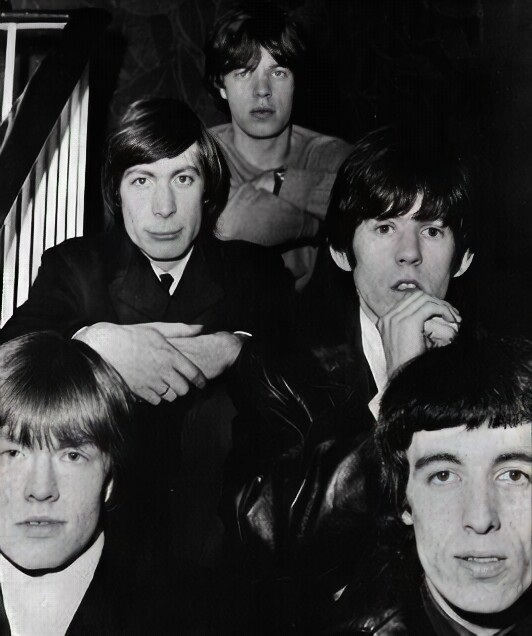
Les Rolling Stones en 1965

La carrière discographique des Rolling Stones commence par la sortie au Royaume-uni de la chanson Come On en single, le 7 juin 1963. Il était courant dans les années 1960 que les chansons qui sortaient en single ne figuraient pas sur un l'album, le marché pour les 45 tours étant beaucoup plus florissant à cette époque. Nombre des plus grands succès des Rolling Stones pendant les sixties, (I Can't Get No) Satisfaction, Paint It, Black et Jumpin' Jack Flash en tête, ne figurent pas sur un album du groupe en Grande-Bretagne (ceci étant aussi le cas, par exemple, pour les Beatles°.
It's All Over Now sera le premier single à se classer à la première place des charts britanniques le 26 juillet 1964. En Europe, c'est la chanson Tell Me qui sera classée à la première place d'un classement musical, en Belgique, le 1er janvier 1965. Pour les États-Unis, il faudra attendre la sortie de (I Can't Get No) Satisfaction pour voir les Stones scorer leur premier numéro 1 au Billboard Hot 100, le 10 juillet 1965 .
En résumé, les Rolling Stones obtiendront de 1963 à 1969, huit singles classés à la première place des charts britanniques, cinq à la première des charts US. En France, (I Can't Get No) Satisfaction et Paint It, Black atteindront aussi la première place des classements musicaux.
| Titre                                                                            | Détails | Classements des ventes | Classements des ventes | Classements des ventes | Classements des ventes | Classements des ventes | Classements des ventes | Classements des ventes | Classements des ventes | Classements des ventes | Classements des ventes | Classements des ventes | Classements des ventes | Classements des ventes | Certifications                      | Albums                                                           |
| Titre                                                                            | Détails | R-U                    | ALL                    | AUS                    | AUT                    | BEL                    | BEL                    | CAN                    | FRA                    | ITA                    | NOR                    | P-B                    | SUI                    | USA                    | Certifications                      | Albums                                                           |
| Titre                                                                            | Détails | R-U                    | ALL                    | AUS                    | AUT                    | (V)                    | (W)                    | CAN                    | FRA                    | ITA                    | NOR                    | P-B                    | SUI                    | USA                    | Certifications                      | Albums                                                           |
| -------------------------------------------------------------------------------- | --- | ---------------------- | ---------------------- | ---------------------- | ---------------------- | ---------------------- | ---------------------- | ---------------------- | ---------------------- | ---------------------- | ---------------------- | ---------------------- | ---------------------- | ---------------------- | ----------------------------------- | ---------------------------------------------------------------- |
| Come On                                                                          | - Sortie : 7 juin 1963 - Face B : I Want to Be Loved - Label : Decca - Pays : UK                                                         | 21                     | —                      | —                      | —                      | —                      | —                      | —                      | —                      | —                      | —                      | —                      | —                      | —                      | —                                   | Non-album Single                                                 |
| I Wanna Be Your Man                                                              | - Sortie : 1er novembre 1963 - Face B : Stoned - Label : Decca - Pays : UK                                                               | 12                     | —                      | —                      | —                      | —                      | —                      | —                      | 3                      | —                      | —                      | —                      | —                      | —                      | —                                   | Non-album single                                                 |
| Not Fade Away                                                                    | - Sortie : 21 février 1964 - Face B : Little by Little (UK) I Wanna Be Your Man (US) - Label : Decca (UK) / London (US) - Pays : UK / US | 3                      | —                      | 33                     | —                      | —                      | —                      | —                      | 3                      | —                      | —                      | —                      | —                      | 48                     | —                                   | Non-album single (UK) England's Newest Hit Makers (US)           |
| Tell Me                                                                          | - Sortie : 13 juin 1964 - Face B : I Wanna Make Love to You - Label : London - Pays : US                                                 | —                      | 22                     | 32                     | —                      | 1                      | 19                     | 7                      | —                      | —                      | —                      | 3                      | —                      | 24                     | —                                   | The Rolling Stones (UK) England's Newest Hit Makers (US)         |
| It's All Over Now                                                                | - Sortie : 26 juin 1964 - Face B : Good Times, Bad Times - Label : Decca (UK) / London (US) - Pays : UK / US                             | 1                      | 14                     | 9                      | —                      | 8                      | 9                      | 26                     | 3                      | —                      | 5                      | 1                      | —                      | 26                     | —                                   | Non-album single (UK) 12 X 5 (US)                                |
| Time Is on My Side                                                               | - Sortie : 26 septembre 1964 - Face B : Congratulations - Label : London - Pays : US                                                     | —                      | 28                     | —                      | —                      | 5                      | 16                     | 4                      | 3                      | —                      | —                      | 6                      | —                      | 6                      | —                                   | The Rolling Stones No. 2 (UK) 12 X 5 (US)                        |
| Little Red Rooster                                                               | - Sortie : 13 novembre 1964 - Face B :Off the Hook - Label : Decca (UK) / London (US) - Pays : UK / US                                   | 1                      | 14                     | 2                      | —                      | 20                     | 15                     | —                      | 7                      | —                      | 6                      | 4                      | —                      | —                      | —                                   | Non-album single (UK) The Rolling Stones, Now! (US)              |
| Heart of Stone                                                                   | - Sortie : 19 décembre 1964 - Face B : What a Shame - Label : London - Pays : US                                                         | —                      | —                      | 5                      | —                      | —                      | 48                     | 15                     | 20                     | —                      | —                      | 8                      | —                      | 19                     | —                                   | Out of Our Heads (UK) The Rolling Stones, Now! (US)              |
| The Last Time                                                                    | - Sortie : 26 février 1965 - Face B : Play with Fire - Label : Decca (UK) / London (US) - Pays : UK / US                                 | 1                      | 1                      | 2                      | 7                      | 4                      | 14                     | 13                     | 2                      | —                      | 1                      | 1                      | —                      | 9                      | —                                   | Non-album single (UK) Out of Our Heads (US)                      |
| (I Can't Get No) Satisfaction                                                    | - Sortie : 20 août 1965 - Face B : The Spider and the Fly - Label : Decca (UK) / London (US) - Pays : UK / US                            | 1                      | 1                      | 1                      | 1                      | 6                      | 5                      | 3                      | 1                      | 12                     | 1                      | 1                      | —                      | 1                      | : Platine · : Or · : Platine · : Or | Non-album single (UK) Out of Our Heads (US)                      |
| Get Off of My Cloud                                                              | - Sortie : 22 octobre 1965 - Face B : The Singer not the Song (UK) I'm Free (US) - Label : Decca (UK) / London (US) - Pays : UK / US     | 1                      | 1                      | 2                      | 5                      | 6                      | 14                     | 1                      | 2                      | 32                     | 2                      | 2                      | —                      | 1                      | —                                   | Non-album single (UK) December's Children (And Everybody's) (US) |
| As Tears Go By                                                                   | - Sortie : 18 décembre 1965 - Face B : Gotta Get a Way - Label : London - Pays : US                                                      | —                      | —                      | 2                      | —                      | 7                      | 16                     | 1                      | 6                      | 8                      | —                      | —                      | —                      | 6                      | —                                   | Non-album single (UK) December's Children (And Everybody's) (US) |
| 19th Nervous Breakdown                                                           | - Sortie : 4 février 1966 - Face B : As Tears Go By (UK) "Sad Day" (US) - Label : Decca (UK) / London (US) - Pays : UK / US              | 2                      | 1                      | 2                      | —                      | 7                      | 19                     | 9                      | 6                      | 6                      | 2                      | —                      | —                      | —                      | —                                   | Non-album single                                                 |
| Paint It, Black                                                                  | - Sortie : 13 mai 1966 - Face B : Long Long While (UK) Stupid Girl (US) - Label : Decca (UK) / London (US) - Pays : UK / US              | 1                      | 2                      | 1                      | 2                      | 3                      | 8                      | 1                      | 1                      | 4                      | 2                      | 1                      | —                      | 1                      | : 2 × Platine · : Or · : Platine    | Non-album single (UK) Aftermath (US)                             |
| Mother's Little Helper                                                           | - Sortie : 2 juillet 1966 - Face B : Lady Jane - Label : London - Pays : US                                                              | —                      | 9                      | 10                     | —                      | 12                     | 5                      | 14                     | 7                      | 20                     | —                      | 5                      | —                      | 8                      | —                                   | Aftermath (UK) Non-album single (US)                             |
| Have You Seen Your Mother, Baby, Standing in the Shadow?                         | - Sortie : 23 septembre 1966 - Face B : Who's Driving Your Plane? - Label : Decca (UK) / London (US) - Pays : UK / US                    | 5                      | 9                      | 15                     | —                      | 17                     | 10                     | 12                     | 9                      | 20                     | 6                      | 2                      | —                      | 9                      | —                                   | Non-album single                                                 |
| Let's Spend the Night Together                                                   | - Sortie : 13 janvier 1967 - Double Face A : Ruby Tuesday - Label : Decca (UK) / London (US) - Pays : UK / US                            | 3                      | 1                      | 3                      | 3                      | 7                      | 2                      | 2                      | 2                      | 8                      | 2                      | 1                      | —                      | 1                      | : Or                                | Non-album single (UK) Between the Buttons (US)                   |
| We Love You                                                                      | - Sortie : 18 août 1967 - Face B : Dandelion - Label : Decca (UK) / London (US) - Pays : UK / US                                         | 8                      | 2                      | 4                      | 5                      | 14                     | 4                      | 9                      | 4                      | 10                     | 9                      | 1                      | —                      | 14                     | —                                   | Non-album single                                                 |
| She's a Rainbow                                                                  | - Sortie : 23 décembre 1967 - Face B : 2000 Light Years from Home - Label : London - Pays : US                                           | —                      | 5                      | 9                      | 8                      | 13                     | 6                      | 9                      | 6                      | 24                     | —                      | 2                      | 3                      | 25                     | —                                   | Their Satanic Majesties Request                                  |
| Jumpin' Jack Flash                                                               | - Sortie : 24 mai 1968 - Face B : Child of the Moon - Label : Decca (UK) / London (US) - Pays : UK / US                                  | 1                      | 1                      | 2                      | 3                      | 8                      | 4                      | 5                      | 2                      | 22                     | 3                      | 1                      | 2                      | 3                      | : Argent                            | Non-album single                                                 |
| Street Fighting Man                                                              | - Sortie : 31 août 1968 - Face B : No Expectations - Label : London - Pays : US                                                          | —                      | 7                      | 13                     | 7                      | —                      | 10                     | 32                     | 6                      | 31                     | —                      | 5                      | 4                      | 48                     | —                                   | Beggars Banquet                                                  |
| Honky Tonk Women                                                                 | - Sortie : 4 juillet 1969 - Face B : You Can't Always Get What You Want - Label : Decca (UK) / London (US) - Pays : UK / US              | 1                      | 2                      | 1                      | 4                      | 5                      | 4                      | 2                      | 2                      | 19                     | 2                      | 4                      | —                      | 1                      | : Argent · : Or                     | Non-album single                                                 |
| "—" indique que le single n'entra pas dans les classements musicaux de ces pays. | |                        |                        |                        |                        |                        |                        |                        |                        |                        |                        |                        |                        |                        |                                     |                                                                  |

### Singles de 1970 à  1979

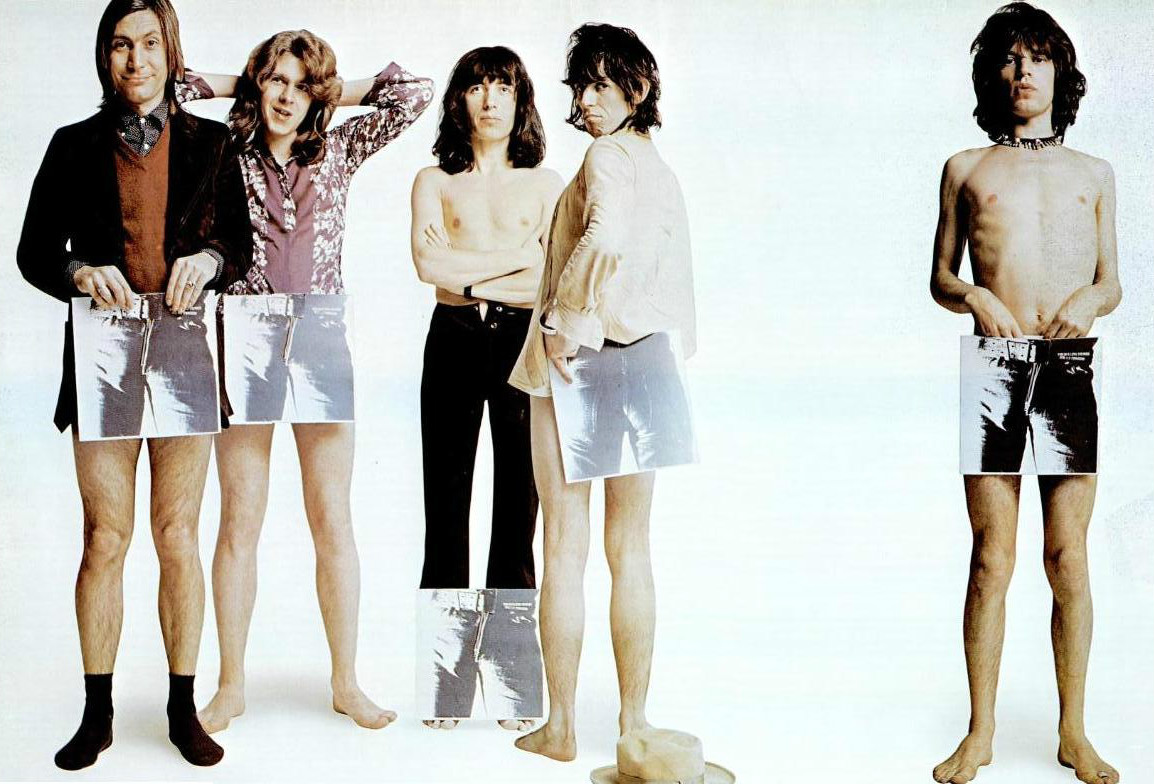
Les Rolling Stones en 1971 pour la promo de l'album Sticky Fingers

Pendant les années 1970, tous les singles sont désormais des titres qui figurent sur les albums studios du groupe. Trois titres se détachent assez largement dans les classements durant cette période, Brown Sugar de l'album Sticky Fingers, Angie de Goats Head Soup et Miss You de Some Girls. Ces trois singles se classeront à la première place du Billboard 200 américain mais aussi en France, au Canada. Il seront aussi récompensés aux États-Unis par un disque d'or. Il est à noter qu'aucun des singles sortis pendant cette décennie atteindra la première place des charts anglais.
| Titre                                                                          | Détails | Classements des ventes | Classements des ventes | Classements des ventes | Classements des ventes | Classements des ventes | Classements des ventes | Classements des ventes | Classements des ventes | Classements des ventes | Classements des ventes | Classements des ventes | Classements des ventes | Classements des ventes | Classements des ventes | Classements des ventes | Certifications                     |
| Titre                                                                          | Détails | R-U                    | ALL                    | AUS                    | AUT                    | BEL                    | BEL                    | CAN                    | FRA                    | ITA                    | NOR                    | N-Z                    | P-B                    | SUÈ                    | SUI                    | USA                    | Certifications                     |
| Titre                                                                          | Détails | R-U                    | ALL                    | AUS                    | AUT                    | (V)                    | (W)                    | CAN                    | FRA                    | ITA                    | NOR                    | N-Z                    | P-B                    | SUÈ                    | SUI                    | USA                    | Certifications                     |
| ------------------------------------------------------------------------------ | --- | ---------------------- | ---------------------- | ---------------------- | ---------------------- | ---------------------- | ---------------------- | ---------------------- | ---------------------- | ---------------------- | ---------------------- | ---------------------- | ---------------------- | ---------------------- | ---------------------- | ---------------------- | ---------------------------------- |
| Little Queenie (Live)                                                          | - Sortie : mars 1971 - Face B : Love in Vain (Live) - Label : Decca - De l'album: Get Yer Ya-Ya's Out!                                         | —                      | 19                     | —                      | 12                     | 24                     | 37                     | —                      | —                      | 28                     | —                      | —                      | 12                     | —                      | 5                      | —                      | —                                  |
| Brown Sugar                                                                    | - Sortie : 16 avril 1971 - Face B : Let It Rock - Label : Decca (UK) London (US) - De l'album: Sticky Fingers                                  | 2                      | 4                      | 5                      | 10                     | 7                      | 15                     | 1                      | 1                      | 27                     | 4                      | —                      | 1                      | —                      | 1                      | 1                      | : Or ·                             |
| Wild Horses (US)                                                               | - Sortie : 12 juin 1971 - Face B : Sway - Label: London - De l'album: Sticky Fingers                                                           | —                      | —                      | —                      | —                      | —                      | —                      | —                      | —                      | —                      | —                      | —                      | —                      | 53                     | —                      | 28                     | : Or ·                             |
| Street Fighting Man (réédition)                                                | - Sortie : juin 1971 - Face B : Surprise, Surprise - Label : Decca - De l'album: Beggars Banquet                                               | 21                     | —                      | —                      | —                      | —                      | —                      | —                      | 8                      | —                      | —                      | —                      | —                      | —                      | —                      | —                      | —                                  |
| Tumbling Dice                                                                  | - Sortie : 21 avril 1972 - Face B : Sweet Black Angel - Label : Rolling Stones Records - De l'album: Exile on Main St.                         | 5                      | 17                     | —                      | —                      | 28                     | 23                     | 7                      | 8                      | 31                     | 6                      | —                      | 5                      | —                      | —                      | 7                      | —                                  |
| Happy (US)                                                                     | - Sortie : 15 juillet 1972 - Face B : All Down the Line - Label : Rolling Stones Records - De l'album: Exile on Main St.                       | —                      | —                      | —                      | —                      | —                      | 23                     | 9                      | 8                      | —                      | —                      | —                      | —                      | —                      | —                      | 22                     | —                                  |
| You Can't Always Get What You Want (réédition)                                 | - Sortie : avril 1973 - Face B : Sad Day - Label : Decca / London - De l'album: Let It Bleed                                                   | 5                      | —                      | —                      | —                      | —                      | —                      | —                      | —                      | —                      | —                      | —                      | —                      | —                      | —                      | 42                     | —                                  |
| Angie                                                                          | - Sortie : 20 août 1973 - Face B : Silver Train - Label : Rolling Stones Records - De l'album: Goats Head Soup                                 | 5                      | 2                      | 1                      | 8                      | 1                      | 1                      | 1                      | 1                      | 1                      | 1                      | —                      | 1                      | —                      | 1                      | 1                      | : Argent · : Or · : Platine · : Or |
| Doo Doo Doo Doo Doo (Heartbreaker)                                             | - Sortie : décembre 1973 - Face B : Dancing with Mr. D - Label : Rolling Stones Records - De l'album:Goats Head Soup                           | —                      | —                      | —                      | —                      | —                      | —                      | 5                      | —                      | —                      | —                      | —                      | —                      | —                      | —                      | 15                     | —                                  |
| Star Star                                                                      | - Sortie : décembre 1973 - Face B : Doo Doo Doo Doo Doo (Heartbreaker) - Label : Rolling Stones Records - De l'album:Goats Head Soup           | —                      | 32                     | —                      | —                      | —                      | 9                      | —                      | 1                      | —                      | —                      | —                      | 16                     | —                      | 7                      | —                      | —                                  |
| It's Only Rock 'n Roll (But I Like It)                                         | - Sortie : 26 juillet 1974 - Face B : Through the Lonely Nights (inédit) - Label : Rolling Stones Records - De l'album: It's Only Rock 'n Roll | 10                     | 36                     | 17                     | —                      | —                      | 6                      | 13                     | 1                      | 35                     | 8                      | —                      | 13                     | —                      | —                      | 16                     | —                                  |
| Ain't Too Proud to Beg (US)                                                    | - Sortie : 25 octobre 1974 - Face B : Dance Little Sister - Label : Rolling Stones Records - De l'album: It's Only Rock 'n Roll                | —                      | —                      | —                      | —                      | —                      | 29                     | 14                     | 16                     | —                      | —                      | —                      | —                      | —                      | —                      | 17                     | —                                  |
| I Don't Know Why                                                               | - Sortie : 23 mai 1975 - Face B : Try a Little Harder - Label : Decca - De l'album: Metamorphosis                                              | —                      | —                      | —                      | —                      | —                      | —                      | 38                     | —                      | —                      | —                      | —                      | —                      | —                      | —                      | 42                     | —                                  |
| Out of Time                                                                    | - Sortie : Août 1975 - Face B : Jiving Sister Fanny - Label : Decca - De l'album: Metamorphosis                                                | 45                     | —                      | —                      | —                      | —                      | —                      | —                      | —                      | —                      | —                      | —                      | —                      | —                      | —                      | 81                     | —                                  |
| Fool to Cry                                                                    | - Sortie : 26 avril 1976 - Face B : Crazy Mama - Label : Rolling Stones Records - De l'album: Black and Blue                                   | 6                      | —                      | —                      | —                      | 16                     | 9                      | 11                     | 1                      | —                      | 8                      | 38                     | 10                     | —                      | —                      | 10                     | —                                  |
| Hot Stuff                                                                      | - Sortie : 10 juin 1976 (US) - Face B : Fool to Cry - Label : Rolling Stones Records - De l'album: Black and Blue                              | —                      | —                      | —                      | —                      | —                      | 48                     | 72                     | —                      | —                      | —                      | —                      | —                      | —                      | —                      | 49                     | —                                  |
| Miss You                                                                       | - Sortie : 19 mai 1978 - Face B : Far Away Eyes - Label : Rolling Stones Records - De l'album: Some Girls                                      | 3                      | 12                     | 8                      | 13                     | 3                      | —                      | 1                      | 1                      | 22                     | 11                     | 8                      | 3                      | 6                      | 11                     | 1                      | : Argent · : Or                    |
| Beast of Burden                                                                | - Sortie : 28 août 1978 (US) - Face B : When the Whip Comes Down - Label : Rolling Stones Records - De l'album: Some Girls                     | —                      | —                      | —                      | —                      | —                      | —                      | 9                      | —                      | —                      | —                      | —                      | —                      | —                      | —                      | 8                      | : Argent                           |
| Respectable                                                                    | - Sortie : 22 septembre 1978 - Face B : When the Whip Comes Down - Label : Rolling Stones Records - De l'album: Some Girls                     | 23                     | —                      | —                      | —                      | —                      | —                      | —                      | —                      | —                      | —                      | —                      | 16                     | —                      | —                      | —                      | —                                  |
| Shattered                                                                      | - Sortie : 29 novembre 1978 (US) - Face B : Everything Is Turning To Gold (inedit) - Label : Rolling Stones Records - De l'album: ome Girls    | —                      | —                      | —                      | —                      | —                      | —                      | 32                     | —                      | —                      | —                      | —                      | —                      | —                      | —                      | 31                     | —                                  |
| "—" indique que l'album n'entra pas dans les classements musicaux de ces pays. | |                        |                        |                        |                        |                        |                        |                        |                        |                        |                        |                        |                        |                        |                        |                        |                                    |

### Singles de 1980 à  1989
Pendant les années 1980, les Rolling Stones ne sortiront que cinq albums studios par conséquent moins de singles dans les bacs des disquaires. Chaque album aura son hit, Emotional Rescue pour l'album du même nom (1980), Start Me Up pour l'album Tattoo You (1981), Undercover of the Night pour Undercover (1982), Harlem Shuffle (une reprise)  pour Dirty Work (1986) et Mixed Emotions  pour l'album Steel Wheels (1989).
Deux inédits, IF I Was a Dancer (Dance Part 2) sorti sur la compilation Sucking in the Seventies et Going to a Go-Go sur l'album en public Still Life: American Concert 1981 sortiront pendant cette décennie.
| Titre                                                                          | Détails | Classements des ventes | Classements des ventes | Classements des ventes | Classements des ventes | Classements des ventes | Classements des ventes | Classements des ventes | Classements des ventes | Classements des ventes | Classements des ventes | Classements des ventes | Classements des ventes | Classements des ventes | Classements des ventes | Classements des ventes | Certifications        |
| Titre                                                                          | Détails | R-U                    | ALL                    | AUS                    | AUT                    | BEL                    | CAN                    | FRA                    | ITA                    | NOR                    | N-Z                    | P-B                    | SUÈ                    | SUI                    | USA Hot 100            | USA Main.              | Certifications        |
| ------------------------------------------------------------------------------ | --- | ---------------------- | ---------------------- | ---------------------- | ---------------------- | ---------------------- | ---------------------- | ---------------------- | ---------------------- | ---------------------- | ---------------------- | ---------------------- | ---------------------- | ---------------------- | ---------------------- | ---------------------- | --------------------- |
| Emotional Rescue                                                               | - Sortie : 20 juin 1980 - Face B : Down in the Hole - Label : Rolling Stones Records - De l'album: Emotional Rescue                         | 9                      | 15                     | 8                      | 9                      | 16                     | 1                      | 1                      | —                      | —                      | 16                     | 5                      | —                      | 11                     | 3                      | —                      |                       |
| She's So Cold                                                                  | - Sortie : 22 septembre 1980 - Face B : Send It to Me - Label : Rolling Stones Records - De l'album: Emotional Rescue                       | 33                     | —                      | 49                     | —                      | —                      | 11                     | —                      | —                      | —                      | 26                     | 23                     | —                      | —                      | 26                     | —                      |                       |
| IF I Was a Dancer (Dance Part 2)                                               | - Sortie : avril 1981 - Face B : - Label : Rolling Stones Records - De l'album: Sucking in the Seventies                                    | —                      | —                      | —                      | —                      | —                      | —                      | —                      | —                      | —                      | —                      | —                      | —                      | —                      | —                      | 26                     |                       |
| Start Me Up                                                                    | - Sortie : 14 août 1981 - Face B : No Use in Crying - Label : Rolling Stones Records - De l'album:Tattoo You                                | 7                      | 36                     | 1                      | 14                     | 7                      | 2                      | 2                      | 15                     | 8                      | 33                     | 5                      | 14                     | 5                      | 2                      | 1                      | : Platine · : Platine |
| Waiting on a Friend                                                            | - Sortie : 30 novembre 1981 - Face B : Little T&A - Label : Rolling Stones Records - De l'album: Tattoo You                                 | 50                     | —                      | 44                     | —                      | 15                     | 10                     | 40                     | —                      | —                      | —                      | 17                     | —                      | —                      | 13                     | 8                      |                       |
| Hang Fire                                                                      | - Sortie : avril 1982 - Face B : Neighbours - Label : Rolling Stones Records - De l'album:Tattoo You                                        | —                      | —                      | —                      | —                      | —                      | —                      | 78                     | —                      | —                      | —                      | —                      | —                      | —                      | 20                     | 2                      |                       |
| Going to a Go-Go (Live)                                                        | - Sortie : 2 juin 1982 - Face B : Beast of Burden (Live) - Label : Rolling Stones Records - De l'album: Still Life: American Concert 1981   | 26                     | —                      | —                      | 16                     | 8                      | 4                      | 25                     | —                      | 5                      | 24                     | 3                      | 18                     | 9                      | 25                     | 5                      |                       |
| Time Is on My Side (Live)                                                      | - Sortie : 14 septembre 1982 - Face B : Twenty Flight Rock - Label : Rolling Stones Records - De l'album: Still Life: American Concert 1981 | 62                     | —                      | —                      | —                      | —                      | —                      | —                      | —                      | —                      | —                      | —                      | —                      | —                      | —                      | —                      |                       |
| Undercover of the Night                                                        | - Sortie : 1er novembre 1983 - Face B : All the Way Down - Label : Rolling Stones Records - De l'album:Undercover                           | 11                     | 20                     | 27                     | 19                     | 5                      | 11                     | 26                     | 28                     | 8                      | 10                     | 4                      | 15                     | 18                     | 9                      | 2                      |                       |
| She Was Hot                                                                    | - Sortie : 23 janvier 1984 - Face B : I Think I'm Going Mad (titre inédit) - Label : Rolling Stones Records - De l'album: Undercover        | 42                     | 54                     | 60                     | —                      | 20                     | —                      | 68                     | —                      | —                      | 46                     | 18                     | —                      | —                      | 44                     | 4                      |                       |
| Too Tough                                                                      | - Sortie : 3 juillet 1984 - Face B : Miss You - Label : Rolling Stones Records - De l'album: Undercover                                     | —                      | —                      | —                      | —                      | —                      | —                      | —                      | —                      | —                      | —                      | —                      | —                      | —                      | —                      | 14                     |                       |
| Too Much Blood (Dance version)                                                 | - Sortie : (US) décembre 1984 ' - Face B : Too Much Blood (Dub & Album version) - Label : Rolling Stones Records - De l'album: Undercover   | —                      | —                      | —                      | —                      | —                      | —                      | —                      | —                      | —                      | —                      | —                      | —                      | —                      | —                      | 38                     |                       |
| Brown Sugar (UK ré-édition)                                                    | - Sortie : juillet 1984 - Face B : Bitch - Label : Rolling Stones Records - De l'album:                                                     | 58                     | —                      | —                      | —                      | —                      | —                      | —                      | —                      | —                      | —                      | —                      | —                      | —                      | —                      | —                      |                       |
| Harlem Shuffle                                                                 | - Sortie : février 1986 - Face B : Had It with You - Label : Rolling Stones Records - De l'album: Dirty Work                                | 13                     | 11                     | 6                      | 13                     | 4                      | 5                      | 28                     | 7                      | 6                      | 1                      | 5                      | 11                     | 10                     | 5                      | 2                      | : Or                  |
| Winning Ugly (US Airplay)                                                      | - Sortie : avril 1986 - Face B : — - Label : Rolling Stones Records - De l'album: Dirty Work                                                | —                      | —                      | —                      | —                      | —                      | —                      | —                      | —                      | —                      | —                      | —                      | —                      | —                      | —                      | 10                     |                       |
| One Hit (To the Body)                                                          | - Sortie : 9 mai 1986 - Face B : Fight - Label : Rolling Stones Records - De l'album: Dirty Work                                            | 80                     | —                      | 34                     | —                      | 29                     | 39                     | —                      | —                      | —                      | 30                     | 50                     | —                      | —                      | 28                     | 3                      |                       |
| Mixed Emotions                                                                 | - Sortie : 17 août 1989 - Face B : Fancy Man Blues (titre inédit) - Label : Rolling Stones Records - De l'album: Steel Wheels               | 36                     | 20                     | 25                     | 17                     | 14                     | 1                      | 41                     | 29                     | 9                      | 9                      | 9                      | 15                     | 24                     | 5                      | 1                      |                       |
| Sad Sad Sad                                                                    | - Sortie : septembre 1989 - Face B : Blinded by Love - Label : Rolling Stones Records - De l'album: Steel Wheels                            | —                      | —                      | —                      | —                      | —                      | —                      | —                      | —                      | —                      | —                      | 71                     | —                      | —                      | —                      | 14                     |                       |
| Rock and a Hard Place                                                          | - Sortie : 4 novembre 1989 - Face B : Cook Cook Blues (titre inédit) - Label : Rolling Stones Records - De l'album: Steel Wheels            | 63                     | —                      | —                      | —                      | —                      | 10                     | —                      | —                      | —                      | —                      | 23                     | —                      | —                      | 23                     | 1                      |                       |
| "—" indique que l'album n'entra pas dans les classements musicaux de ces pays. | |                        |                        |                        |                        |                        |                        |                        |                        |                        |                        |                        |                        |                        |                        |                        |                       |

### Singles des années 90
À partir de 1990, le groupe ralentira encore la sortie de ces albums studios. En 1991 le groupe sort deux titres studios inédits, Highwire et Sex Drive qui seront inclus sur l'album en public Flashpoint. Ces deux titres studios seront les derniers où on pourra la basse de Bill Wyman, il quitta le groupe en 1993.
Les singles continuront à sortir avec parfois une grande durée entre chacun. Parfois pour promouvoir un album, Love Is Strong pour l'album Voodoo Lounge, Like a Rolling Stone pour l'album live Stripped, Anybody Seen My Baby? pour Bridges to Babylon, Streets of Love / Rough Justice pour A Bigger Bang où dans le cadre d'une réédition remixée Sympathy for the Devil en 2003 par exemple. Lors de la réédition d'album studios, des titres inédit font parfois œuvre de single de promotion, Plundered My Soul pour la réédition dExile On Main St (2010), No Spare Parts pour celle de Some Girls (2011)  où Scarlet pour celle de Goats Head Soup (2020).
Pendant la Pandémie de Covid-19, le groupe publie la chanson inédite Living in a Ghost Town. Le 6 septembre 2023 le groupe sort le premier single Angry pour promouvoir son nouvel album Hackney Diamonds qui sortira le 20 octobre 2023.
| Titre                                                                          | Détails | Classements des ventes | Classements des ventes | Classements des ventes | Classements des ventes | Classements des ventes | Classements des ventes | Classements des ventes | Classements des ventes | Classements des ventes | Classements des ventes | Classements des ventes | Classements des ventes | Classements des ventes | Classements des ventes | Classements des ventes | Classements des ventes |
| Titre                                                                          | Détails | R-U                    | ALL                    | AUS                    | AUT                    | BEL                    | CAN                    | FIN                    | FRA                    | ITA                    | NOR                    | N-Z                    | P-B                    | SUÈ                    | SUI                    | USA Hot 100            | USA Main.              |
| ------------------------------------------------------------------------------ | --- | ---------------------- | ---------------------- | ---------------------- | ---------------------- | ---------------------- | ---------------------- | ---------------------- | ---------------------- | ---------------------- | ---------------------- | ---------------------- | ---------------------- | ---------------------- | ---------------------- | ---------------------- | ---------------------- |
| Almost Hear You Sigh                                                           | - Sortie : 31 janvier 1990 - Face B : Break the Spell - Label : Rolling Stones Records - De l'album: Steel Wheels                        | 31                     | 58                     | —                      | —                      | 27                     | 14                     | —                      | —                      | —                      | —                      | —                      | 11                     | —                      | —                      | 50                     | 1                      |
| Paint It Black (Réédition 1990)                                                | - Sortie : 19 mai 1990 - Face B : — - Label : Rolling Stones Records - De l'album: —                                                     | 61                     | —                      | —                      | —                      | —                      | —                      | —                      | —                      | —                      | —                      | —                      | —                      | —                      | —                      | —                      | —                      |
| Terrifying                                                                     | - Sortie : août 1990 - Face B : Wish I'd Never Met You - Label : Rolling Stones Records - De l'album: Steel Wheels                       | 82                     | —                      | —                      | —                      | —                      | —                      | —                      | 40                     | —                      | —                      | —                      | 58                     | —                      | —                      | —                      | 8                      |
| Highwire                                                                       | - Sortie : 4 mars 1991 - Face B : 2000 Light Years from Home - Label : Rolling Stones Records - De l'album: Flashpoint                   | 29                     | 27                     | —                      | 23                     | 13                     | 10                     | —                      | 28                     | 22                     | 4                      | 32                     | 6                      | 14                     | 14                     | 57                     | 1                      |
| Ruby Tuesday (Live)                                                            | - Sortie : 24 mai 1991 - Face B : Play with Fire (Live) - Label : Rolling Stones Records - De l'album: Flashpoint                        | 59                     | —                      | —                      | —                      | —                      | —                      | —                      | —                      | —                      | —                      | —                      | 34                     | —                      | 27                     | —                      | —                      |
| Sex Drive                                                                      | - Sortie : mai 1991 - Face B : Sex Drive (Dirty Hands Mix + Club Version) - Label : Rolling Stones Records - De l'album: Flashpoint      | —                      | —                      | —                      | —                      | —                      | —                      | —                      | —                      | —                      | —                      | —                      | 24                     | 31                     | —                      | —                      | 40                     |
| Jumpin' Jack Flash (Live)                                                      | - Sortie : décembre 1991 - Face B : Tumbling Dice + Street Fighting Man (Live) - Label : Rolling Stones Records - De l'album: Flashpoint | —                      | —                      | —                      | —                      | —                      | —                      | —                      | —                      | —                      | —                      | —                      | 67                     | —                      | —                      | —                      | —                      |
| Love Is Strong                                                                 | - Sortie : 4 juillet 1994 - Face B : The Storm - Label : Virgin - De l'album: Voodoo Lounge                                              | 14                     | 40                     | 47                     | —                      | 18                     | 2                      | —                      | 2                      | —                      | 3                      | 12                     | 6                      | 27                     | 29                     | 91                     | 2                      |
| You Got Me Rocking                                                             | - Sortie : 26 septembre 1994 - Face B : Jump On Top of Me - Label : Virgin - De l'album: Voodoo Lounge                                   | 23                     | —                      | —                      | —                      | 29                     | 35                     | —                      | —                      | —                      | —                      | —                      | 39                     | —                      | —                      | —                      | 2                      |
| Out of Tears                                                                   | - Sortie : 17 octobre 1994 - Face B : I'm Gonna Drive - Label : Virgin - De l'album: Voodoo Lounge                                       | 36                     | —                      | 43                     | —                      | —                      | 3                      | —                      | 38                     | —                      | —                      | 36                     | 37                     | —                      | —                      | 60                     | 14                     |
| Sparks Will Fly (clean version)                                                | - Sortie : janvier 1995 - Face B : Sparks Will Fly (album version) - Label : Virgin - De l'album: Voodoo Lounge                          | —                      | —                      | —                      | —                      | —                      | 57                     | —                      | —                      | —                      | —                      | —                      | —                      | —                      | —                      | —                      | 30                     |
| I Go Wild                                                                      | - Sortie : 3 juillet 1995 - Face B : I Go Wild (différentes versions) - Label : Virgin - De l'album: Voodoo Lounge                       | 29                     | 61                     | —                      | —                      | —                      | 44                     | —                      | —                      | —                      | —                      | —                      | 48                     | —                      | —                      | —                      | 20                     |
| Like a Rolling Stone (Live)                                                    | - Sortie : octobre 1995 - Face B : Black Limousine + All Down thre Line (Live) - Label : Virgin - De l'album: Stripped                   | 12                     | 48                     | 47                     | 36                     | 29                     | 15                     | 8                      | 45                     | 10                     | 9                      | —                      | 10                     | 7                      | —                      | —                      | 16                     |
| Wild Horses (Live)                                                             | - Sortie : 1996 - Face B : Live with Me + Tumbling Dice + Gimme Shelter(Live) - Label : Virgin - De l'album: Stripped                    | —                      | —                      | —                      | —                      | —                      | 59                     | —                      | —                      | —                      | —                      | —                      | —                      | —                      | —                      | —                      | —                      |
| Anybody Seen My Baby?                                                          | - Sortie : 22 septembre 1997 - Face B : I Go Wild (différents remix) - Label : Virgin - De l'album: Bridges to Babylon                   | 22                     | 24                     | —                      | 12                     | —                      | 1                      | 11                     | 7                      | 10                     | 14                     | —                      | 25                     | 18                     | 26                     | —                      | 3                      |
| Flip the Switch (US Airplay)                                                   | - Sortie : novembre 1997 - Face B : — - Label : Virgin - De l'album: Bridges to Babylon                                                  | —                      | —                      | —                      | —                      | —                      | 26                     | —                      | —                      | —                      | —                      | —                      | —                      | —                      | —                      | —                      | 14                     |
| Saint of Me                                                                    | - Sortie : février 1998 - Face B : Anyway You Look at It - Label : Virgin - De l'album: Bridges to Babylon                               | 26                     | 68                     | —                      | 34                     | —                      | 26                     | —                      | —                      | —                      | —                      | —                      | 52                     | —                      | —                      | 94                     | 13                     |
| Out of Control (Radio Edit)                                                    | - Sortie : août 1998 - Face B : Out of Control (Album version) - Label : Rolling Stones Records - De l'album: Bridges to Babylon         | 51                     | —                      | —                      | —                      | —                      | —                      | —                      | —                      | —                      | —                      | —                      | —                      | —                      | —                      | —                      | —                      |
| Gimme Shelter (Live)                                                           | - Sortie : mai 1998 - Face B : — - Label : Virgin - De l'album: No Security                                                              | —                      | —                      | —                      | —                      | —                      | 42                     | —                      | —                      | —                      | —                      | —                      | —                      | —                      | —                      | —                      | 29                     |
| "—" indique que l'album n'entra pas dans les classements musicaux de ces pays. | |                        |                        |                        |                        |                        |                        |                        |                        |                        |                        |                        |                        |                        |                        |                        |                        |

### Depuis 2000
| Titre                                                                          | Détails | Classements des ventes | Classements des ventes | Classements des ventes | Classements des ventes | Classements des ventes | Classements des ventes | Classements des ventes | Classements des ventes | Classements des ventes | Classements des ventes | Classements des ventes | Classements des ventes | Classements des ventes | Classements des ventes | Classements des ventes | Classements des ventes | Classements des ventes |
| Titre                                                                          | Détails | R-U                    | ALL                    | AUT                    | BEL                    | BEL                    | CAN ,                  | DAN                    | ESP                    | FIN                    | FRA                    | ITA                    | NOR                    | P-B                    | SUÈ                    | SUI                    | USA Hot 100            | USA Main.              |
| Titre                                                                          | Détails | R-U                    | ALL                    | AUT                    | (V)                    | (W)                    | CAN ,                  | DAN                    | ESP                    | FIN                    | FRA                    | ITA                    | NOR                    | P-B                    | SUÈ                    | SUI                    | USA Hot 100            | USA Main.              |
| ------------------------------------------------------------------------------ | --- | ---------------------- | ---------------------- | ---------------------- | ---------------------- | ---------------------- | ---------------------- | ---------------------- | ---------------------- | ---------------------- | ---------------------- | ---------------------- | ---------------------- | ---------------------- | ---------------------- | ---------------------- | ---------------------- | ---------------------- |
| Don't Stop                                                                     | - Sortie : 16 décembre 2002 - Face B : Miss You - Label : Virgin Records - De l'album: Forty Licks                                                           | 36                     | 52                     | —                      | —                      | 17                     | —                      | —                      | —                      | —                      | 97                     | 48                     | —                      | 45                     | 58                     | 29                     | —                      | 21                     |
| Sympathy for the Devil (Remix)                                                 | - Sortie : 16 septembre 2003 - Label : ABKCO Records - De l'album: Beggars Banquet - Certifications: : Platine · : Platine                                   | 14                     | 18                     | 27                     | 42                     | 14                     | 10                     | 14                     | 5                      | —                      | 100                    | 11                     | 15                     | 10                     | 43                     | 25                     | 97                     | —                      |
| Streets of Love / Rough Justice                                                | - Sortie : 22 août 2005 - Label : Virgin - De l'album: A Bigger Bang                                                                                         | 15                     | 15                     | 26                     | 41                     | 6                      | 10                     | 4                      | 1                      | 10                     | —                      | 17                     | 14                     | 5                      | 5                      | 21                     | —                      | 25                     |
| Rain Fall Down                                                                 | - Sortie : 5 décembre 2005 - Label : Virgin - De l'album: A Bigger Bang                                                                                      | 33                     | 80                     | —                      | —                      | —                      | —                      | —                      | —                      | —                      | —                      | 46                     | —                      | 31                     | 51                     | 77                     | —                      | —                      |
| Oh No, Not You Again (US Airplay)                                              | - Sortie : 19 novembre 2005 - Label : Virgin - De l'album: A Bigger Bang                                                                                     | —                      | —                      | —                      | —                      | —                      | —                      | —                      | —                      | —                      | —                      | —                      | —                      | —                      | —                      | —                      | —                      | 34                     |
| Biggest Mistake                                                                | - Sortie : 21 août 2006 - Label : Virgin - De l'album: A Bigger Bang                                                                                         | 51                     | 94                     | —                      | —                      | —                      | —                      | —                      | —                      | —                      | —                      | 27                     | —                      | 77                     | —                      | —                      | —                      | —                      |
| Paint It, Black (Réédition Digitale)                                           | - Sortie : juin 2007 - Label : ABKCO - De l'album: Aftermath (US)                                                                                            | 70                     | —                      | —                      | —                      | —                      | 73                     | —                      | —                      | —                      | 127                    | —                      | —                      | —                      | —                      | —                      | —                      | —                      |
| She's a Rainbow (Réédition Digitale)                                           | - Sortie : novembre 2007 - Label : ABKCO - De l'album: Their Satanic Majesties Request                                                                       | —                      | —                      | —                      | —                      | —                      | —                      | —                      | —                      | —                      | —                      | —                      | —                      | —                      | —                      | —                      | —                      | —                      |
| Gimme Shelter (Réédition Digitale)                                             | - Sortie : novembre 2010 - Label : ABKCO - De l'album: Let It Bleed - Certifications: : Platine · : Or                                                       | 76                     | —                      | —                      | —                      | —                      | —                      | —                      | —                      | —                      | —                      | —                      | —                      | —                      | —                      | —                      | —                      | —                      |
| Plundered My Soul                                                              | - Sortie : 17 avril 2010 - Face B : All Down the Line - Label : UMG - De l'album: Exile on Main St. (Réédition 2010)                                         | —                      | —                      | —                      | —                      | —                      | 23                     | —                      | —                      | —                      | 15                     | —                      | —                      | 3                      | 27                     | —                      | —                      | —                      |
| No Spare Parts                                                                 | - Sortie : 13 novembre 2011 - Face B : Before They Make Me Run - Label : Rolling Stones Records - De l'album: Some Girls (Réédition 2011)                    | —                      | —                      | —                      | —                      | —                      | —                      | —                      | —                      | —                      | —                      | —                      | —                      | —                      | —                      | —                      | —                      | —                      |
| Doom and Gloom                                                                 | - Sortie : 11 octobre 2012 - Label : UMG - De l'album: GRRR!                                                                                                 | 61                     | 64                     | 60                     | 37                     | 39                     | 54                     | —                      | 38                     | —                      | 44                     | —                      | —                      | 17                     | —                      | —                      | —                      | 35                     |
| One More Shot                                                                  | - Sortie : 1er janvier 2013 - Label : UMG - De l'album: GRRR!                                                                                                | —                      | —                      | —                      | —                      | —                      | —                      | —                      | —                      | —                      | —                      | —                      | —                      | —                      | —                      | —                      | —                      | —                      |
| (I Can't Get No) Satisfaction                                                  | - Sortie : 10 juillet 2015 - Face B : The Spider and the Fly - Label : ABKCO - De l'album: Big Hits (High Tide and Green Grass) (UK) , Out of Our Heads (US) | —                      | —                      | —                      | —                      | —                      | —                      | —                      | —                      | —                      | 168                    | —                      | —                      | —                      | —                      | —                      | —                      | —                      |
| Just Your Fool                                                                 | - Sortie : 6 octobre 2016 - Label : Polydor - De l'album: Blue and Lonesome                                                                                  | —                      | —                      | —                      | 31                     | 43                     | —                      | —                      | —                      | —                      | 39                     | —                      | —                      | —                      | —                      | 81                     | —                      | —                      |
| Hate To See You Go                                                             | - Sortie : octobre 2016 - Label :Polydor - De l'album: Blue and Lonesome                                                                                     | —                      | —                      | —                      | —                      | —                      | —                      | —                      | —                      | —                      | 181                    | —                      | —                      | —                      | —                      | —                      | —                      | —                      |
| Ride 'Em on Down                                                               | - Sortie : décembre 2016 - Label : Polydor - De l'album: Blue and Lonesome                                                                                   | —                      | —                      | —                      | 37                     | 36                     | —                      | —                      | —                      | —                      | 139                    | —                      | —                      | —                      | —                      | —                      | —                      | —                      |
| Living in a Ghost Town                                                         | - Sortie : 23 avril 2020 - Label : Polydor - De l'album: Non album single                                                                                    | 61                     | 1                      | 53                     | 34                     | 6                      | 2                      | —                      | —                      | —                      | 83                     | 49                     | —                      | 71                     | 17                     | —                      | —                      | —                      |
| Scarlet                                                                        | - Sortie : 22 juillet 2020 - Label : Polydor - De l'album: Goats Head Soup (Réédition 2020)                                                                  | —                      | —                      | —                      | —                      | 36                     | —                      | —                      | —                      | —                      | —                      | —                      | —                      | —                      | —                      | —                      | —                      | —                      |
| Living in the Heart of Love                                                    | - Sortie : 19 août 2021 - Label : UMG - De l'album: Tattoo You (Réédition 2021)                                                                              | —                      | —                      | —                      | —                      | —                      | 43                     | —                      | —                      | —                      | —                      | —                      | —                      | —                      | —                      | —                      | —                      | —                      |
| Angry                                                                          | - Sortie : 6 septembre 2023 - Label : Polydor - De l'album: Hackney Diamonds                                                                                 | 34                     | 21                     | 38                     | 32                     | —                      | 6                      | —                      | —                      | —                      | 144                    | —                      | —                      | 34                     | —                      | 42                     | —                      | 29                     |
| Sweet Sounds of Heaven                                                         | - Sortie: 28 septembre 2023 - Label :Polydor - De l'album: Hackney Diamonds                                                                                  | 2                      | —                      | 84                     | —                      | —                      | 19                     | —                      | —                      | —                      | —                      | —                      | —                      | 42                     | —                      | 72                     | —                      | —                      |
| "—" indique que l'album n'entra pas dans les classements musicaux de ces pays. | |                        |                        |                        |                        |                        |                        |                        |                        |                        |                        |                        |                        |                        |                        |                        |                        |                        |

## Rééditions des disques des Rolling Stones

### Decca / ABKCO (1963-1971)
En 1989, le catalogue des Rolling Stones appartenant à ABKCO est réédité sur CD, accompagné d'une compilation intitulé Singles Collection: The London Years, contenant tous les singles paru chez London (le label américain) ainsi que quelques singles anglais. Ce triple album complète en grande partie le catalogue qui comprend de nombreuses chansons parues hors albums.
En 2002, ABKCO ressort ce catalogue en version remastérisée pour les quarante ans du groupe, accompagnant donc la compilation Forty Licks dont le premier disque est dédié aux chansons de ce catalogue, tandis que le second à ceux des Rolling Stones.
En 2013, ce catalogue est disponible en streaming, accompagné d'un coffret 1963-1971 reprenant la discographie originale britannique reprenant les albums anglais, les EP et contient un double album comportant les autres chansons hors albums.
À partir de 2017, ABKCO publie un album avec un nouveau master par an pour les cinquante ans en commençant par Their Satanic Majesties Request, suivi de Beggars Banquet en 2018, puis de Let It Bleed en 2019.

### Catalogue des Rolling Stones (depuis 1971)
En 1987, les albums des Rolling Stones à partir de 1971 ressortent pour la première fois en version CD. L'album Steel Wheels en 1989 est le premier du groupe à sortir directement en CD.
En 2009, ce catalogue détenu par le groupe ressort en version remastérisé. Pour l'occasion, le groupe retourne en studio pour finir les enregistrements inachevés des sessions Exile on Main Street et Some Girls laissés de côté pour les rééditions de deux albums en 2010 et 2011 respectivement. La réédition de l'album Exile on Main Street arrive en tête de classements à sa sortie en 2010. En 2013, le catalogue arrive sur les plates formes de streaming dans le coffret The Complete Collection 1971-2013. En 2015, l'album Sticky Fingers est réédité avec un concert datant de 1971 publié sur les deux autres disques. En 2020, l'album Goats Head Soup est remixé par Giles Martin, le fils de George Martin qui était le légendaire producteur des Beatles dont leurs albums sont en cours de remixage par son fils. L'année suivante, c'est Tattoo You qui est réédité avec un disque d'enregistrements inédits.

## Liste non exhaustive de bootlegs
La liste des disques non officiels est difficile à établir, parce qu'elle est encore plus problématique à réaliser que pour les disques officiels ; les bootlegs des Stones se répartissant eux-mêmes en 3 sous-catégories : les pirates live, les pirates studios, et les interviews.
- 1962 : Little Boy Blue And the Blue Boys : Home recordings 1961/62
- 1966 : Honolulu 1966
- 1969 : The Trident Mixes
- 1969 : Live'r Than You'll Ever Be
- 1969 : The Altamont Speedway
- 1970 : Thee Satanic Sessions
- 1972 : Welcome to New York!
- 1973 : Brussels Affairs
- 1975 : Reggae 'n' Roll
- 1978 : Handsome Girls
- 1978 : Some More Girls
- 1978 : Place Pigalle: Some More Girls 2
- 1979 : The Black Album
- 1984 : On Top of Old Smokey
- 1995 : Miami Dice
- 2004 : 2120 South Michigan Avenue (The Unreleased 1964 Album) - contient l'intégralité des chansons enregistrées lors des trois sessions chez Chess Records en 1964 et 1965 disponibles en stéréo.